# Śliwa tarnina

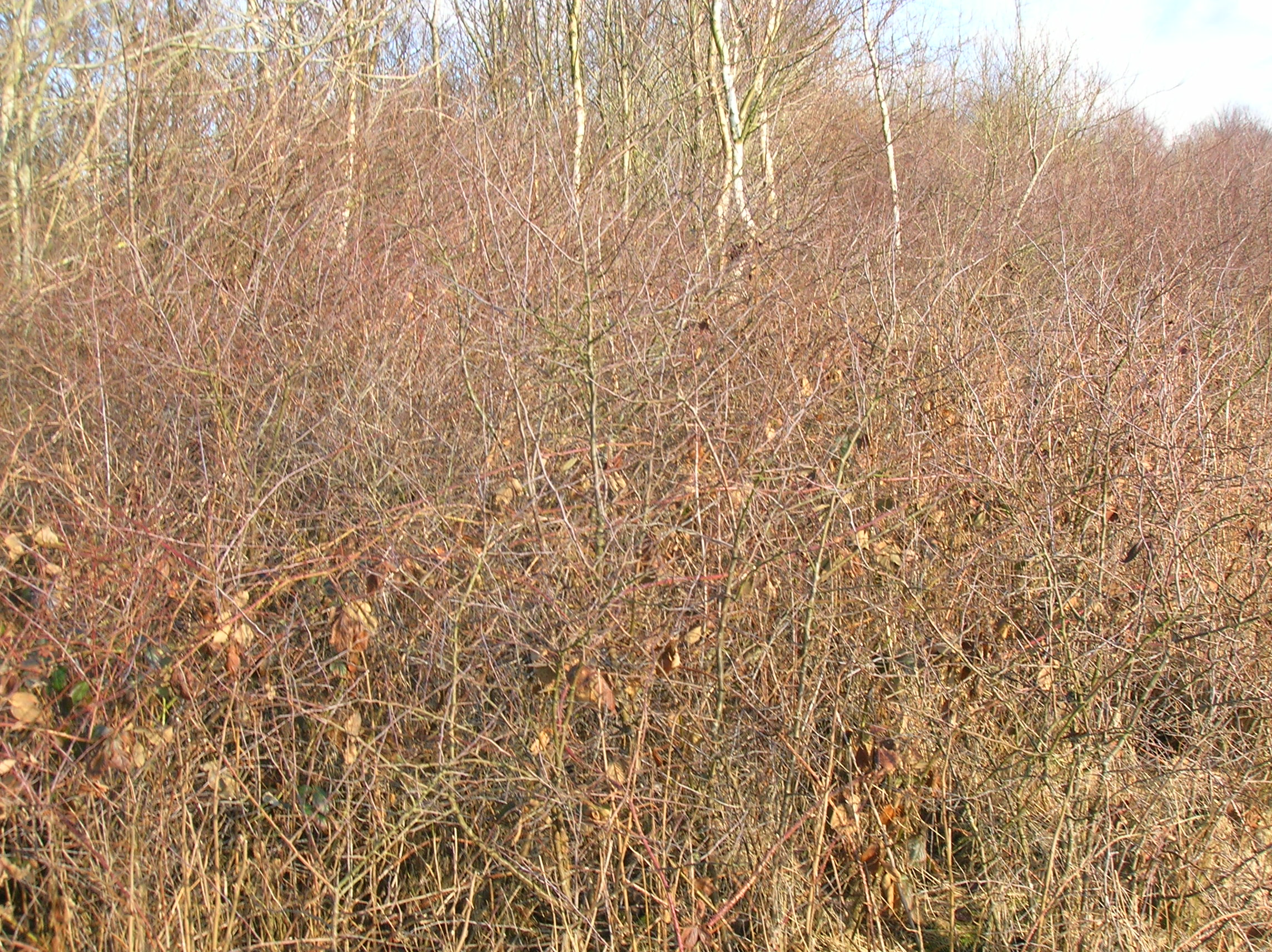
Gąszcz tarniny w stanie bezlistnym

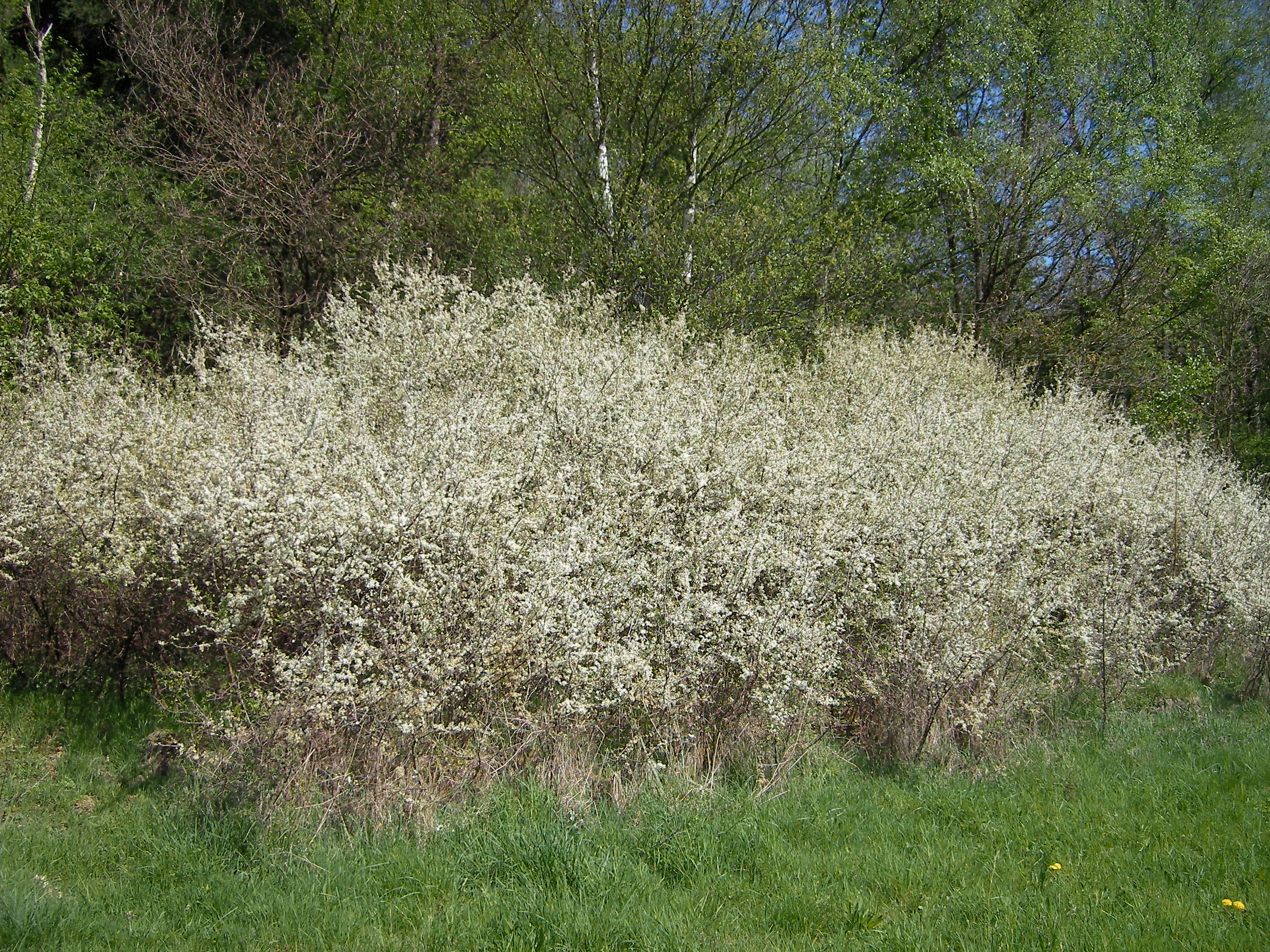
Kwitnące tarniny wczesną wiosną

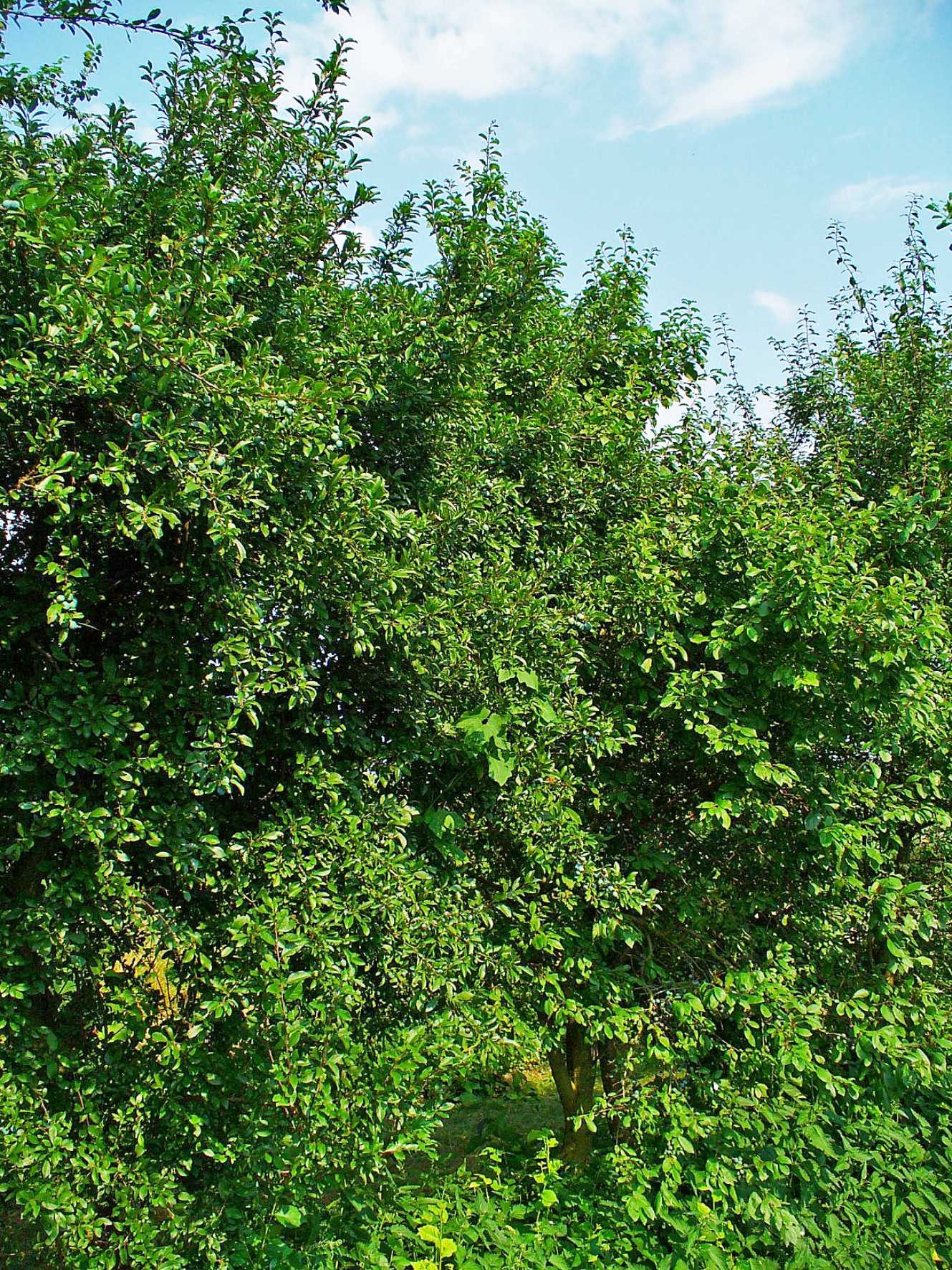
Zarośla tarniny latem

Śliwa tarnina, tarnina, tarka (Prunus spinosa L.) – gatunek krzewu z rodziny różowatych (Rosaceae). Występuje niemal w całej Europie, w zachodniej Azji i północnej Afryce. W Polsce jest to gatunek pospolity na niżu i niższych położeniach górskich. Jest bardzo zmienny i tworzy mieszańce z innymi śliwami. Przypuszcza się, że krzyżówka tego gatunku z ałyczą (P. cerasifera) wydała uprawianą śliwę domową (P. domestica). Tarnina jest rośliną wykorzystywaną w ziołolecznictwie, ma jadalne owoce, odgrywa istotną rolę środowiskową, wykorzystywaną także w nasadzeniach biotechnicznych. Jest rośliną miododajną i dostarcza twardego drewna, zwłaszcza dawniej mającego wielorakie zastosowania. Tworzy gęste, cierniste zarośla zwane czyżniami będące ostoją dla wielu gatunków zwierząt.

## Rozmieszczenie geograficzne
Zasięg gatunku obejmuje rozległe obszary Europy (bez Islandii, północnej części Półwyspu Skandynawskiego i północnej Rosji), Azję Mniejszą, rejon Kaukazu, Iran oraz północną Afrykę (w górach Atlas). Izolowane stanowiska posiada w Izraelu oraz w okolicach jeziora Bałchasz. Do Europy środkowej przybył prawdopodobnie ok. 3000-2000 lat p.n.e. – z tego czasu w każdym razie znajdowane są pestki w licznych wykopaliskach z okresu neolitu.
W Polsce jest gatunkiem pospolitym niemal na całym obszarze. W większym rozproszeniu spotykany jest w części północno-zachodniej i zwłaszcza w północno-wschodniej. Poza tym brak go w wyższych partiach gór. W Tatrach spotykany na wysokości do 1100 m n.p.m. (na Boczaniu), w Jawornikach sięga ok. 930 m n.p.m. Dalej na południu rośnie po piętro subalpejskie do 1500–1600 m n.p.m. (np. w Kaukazie).
Jako gatunek zawleczony i zdziczały występuje w strefie umiarkowanej Ameryki Północnej (USA i Kanada), zarówno w zachodniej, jak i wschodniej części kontynentu (brak w części środkowej). Zawleczony został także do Australii, na Tasmanię i Nową Zelandię. Poza tym w różnych miejscach uprawiany, np. w Chinach.

## Morfologia
PokrójNajczęściej rośnie jako krzew o wysokości do ok. 3 m, bardzo rzadko wyrasta w niskie drzewko do 6 m, wyjątkowo do 8 m, przy czym według niektórych autorów tak wysokie okazy to najwyraźniej mieszańce z innymi śliwami. Cierniste krzewy są gęsto rozgałęzione i posiadają liczne odrosty korzeniowe, tak że w efekcie tworzą zwarte, trudne do przebycia zarośla.
PędMłode pędy są delikatnie omszone, przy czym omszenie zanika wraz z wiekiem. Pędy roczne są już gładkie i brązowe (od strony ocienionej – oliwkowozielone), starsze – ciemnobrązowe i połyskujące, z licznymi, drobnymi jasnymi punktami. Końce krótkopędów przekształcone są w silne i długie ciernie. Odgałęzienia drugiego rzędu odstają pod kątem prostym lub nawet rozwartym. Pączki wegetatywne są drobne (do 2 mm), spiczastojajowate, otoczone kulistymi pączkami kwiatowymi. Łuski pąków są czerwono-brązowe, zwykle orzęsione lub owłosione. Pąki osadzone są pojedynczo lub po 2-3 obok siebie (serialnie), przy czym zwykle skrajne pąki są kwiatowe. Kora na starszych pniach jest czarnofioletowa i delikatnie spękana w wąskie pasma.

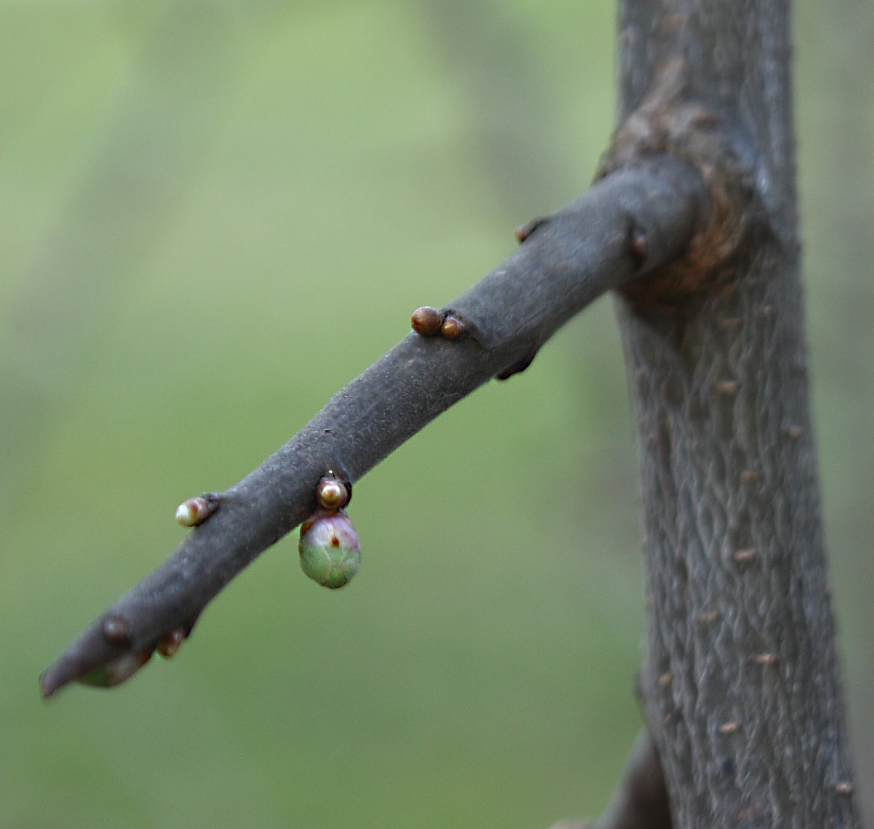
Cierń
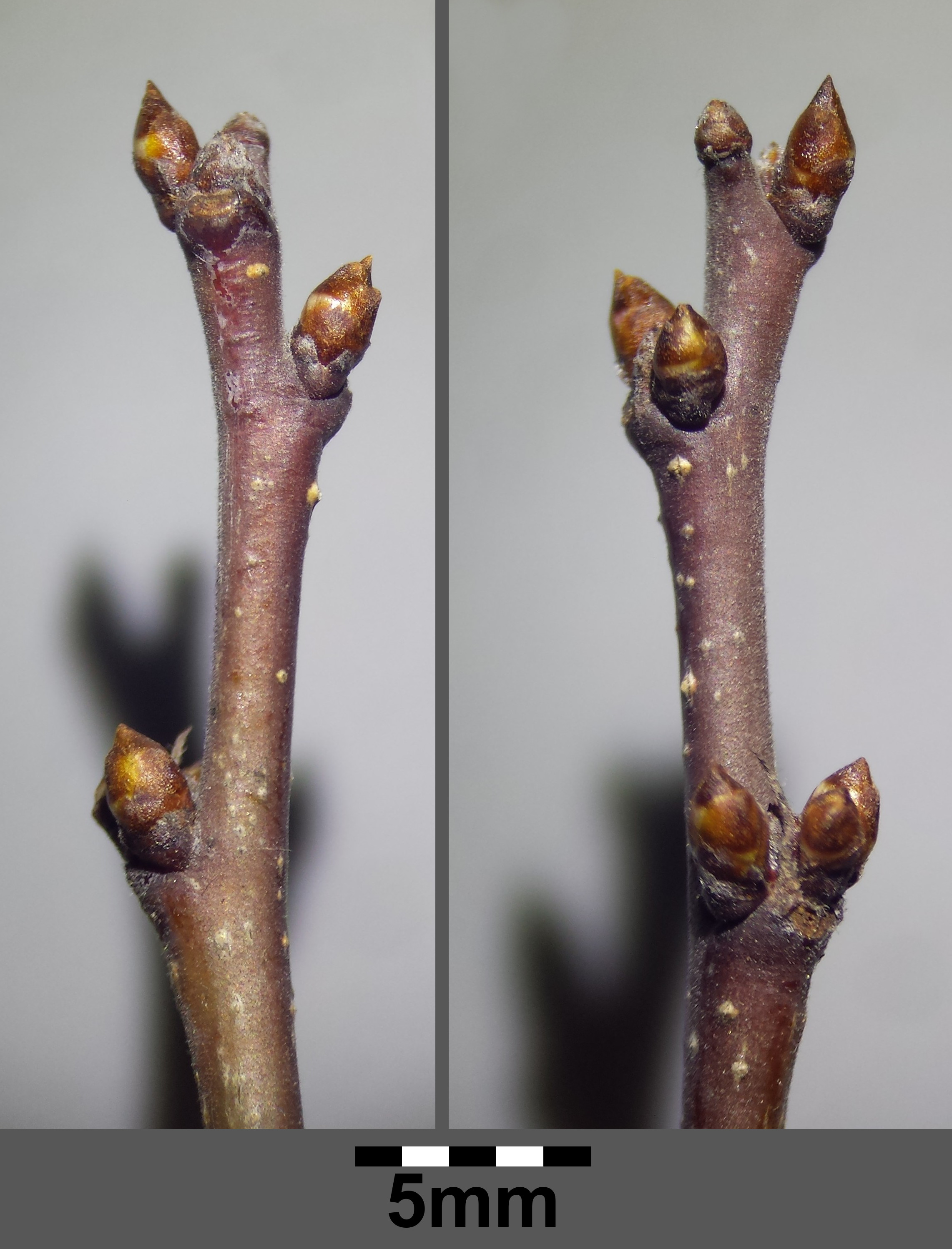
Pędy i pąki.
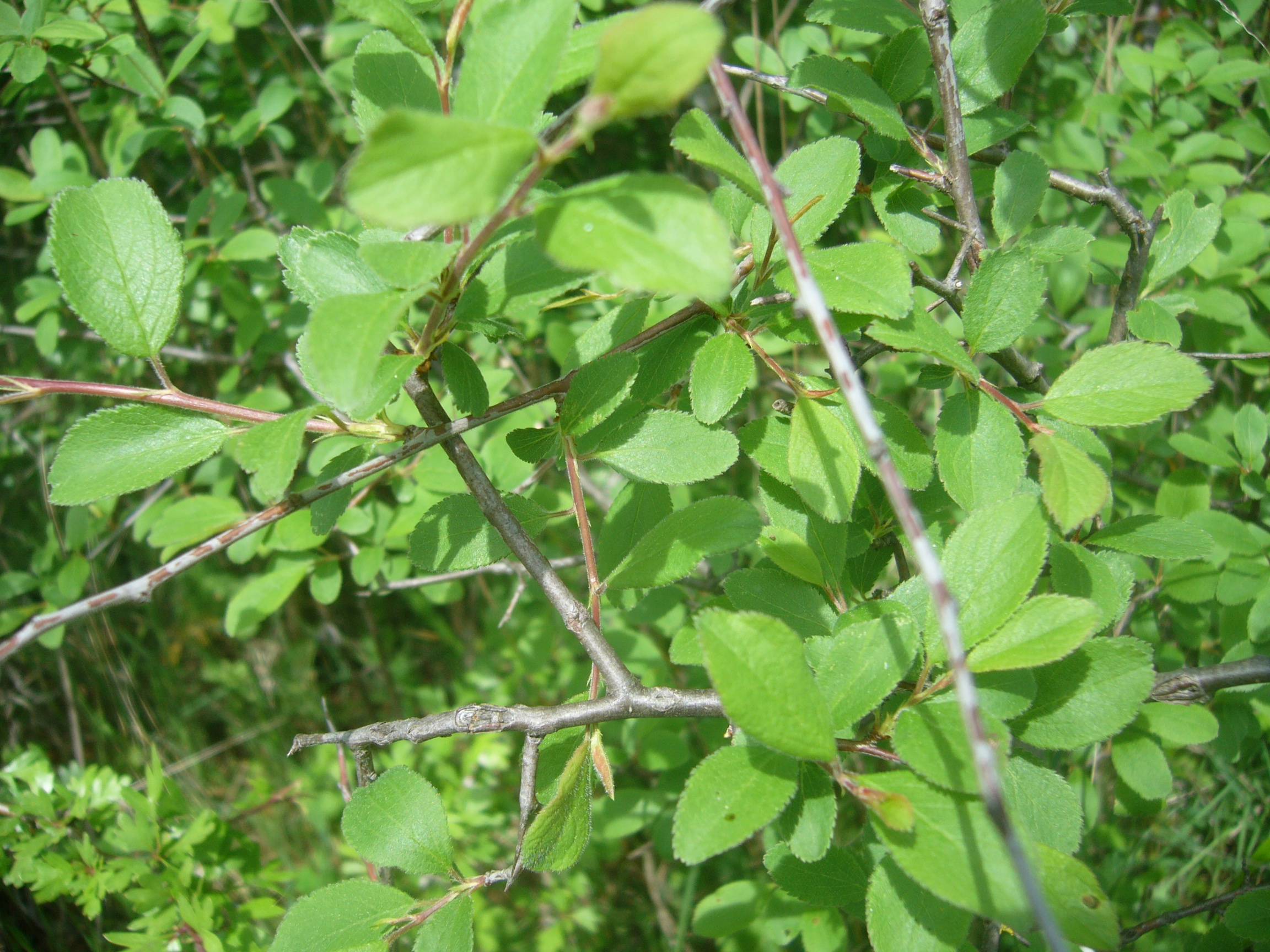
Liście
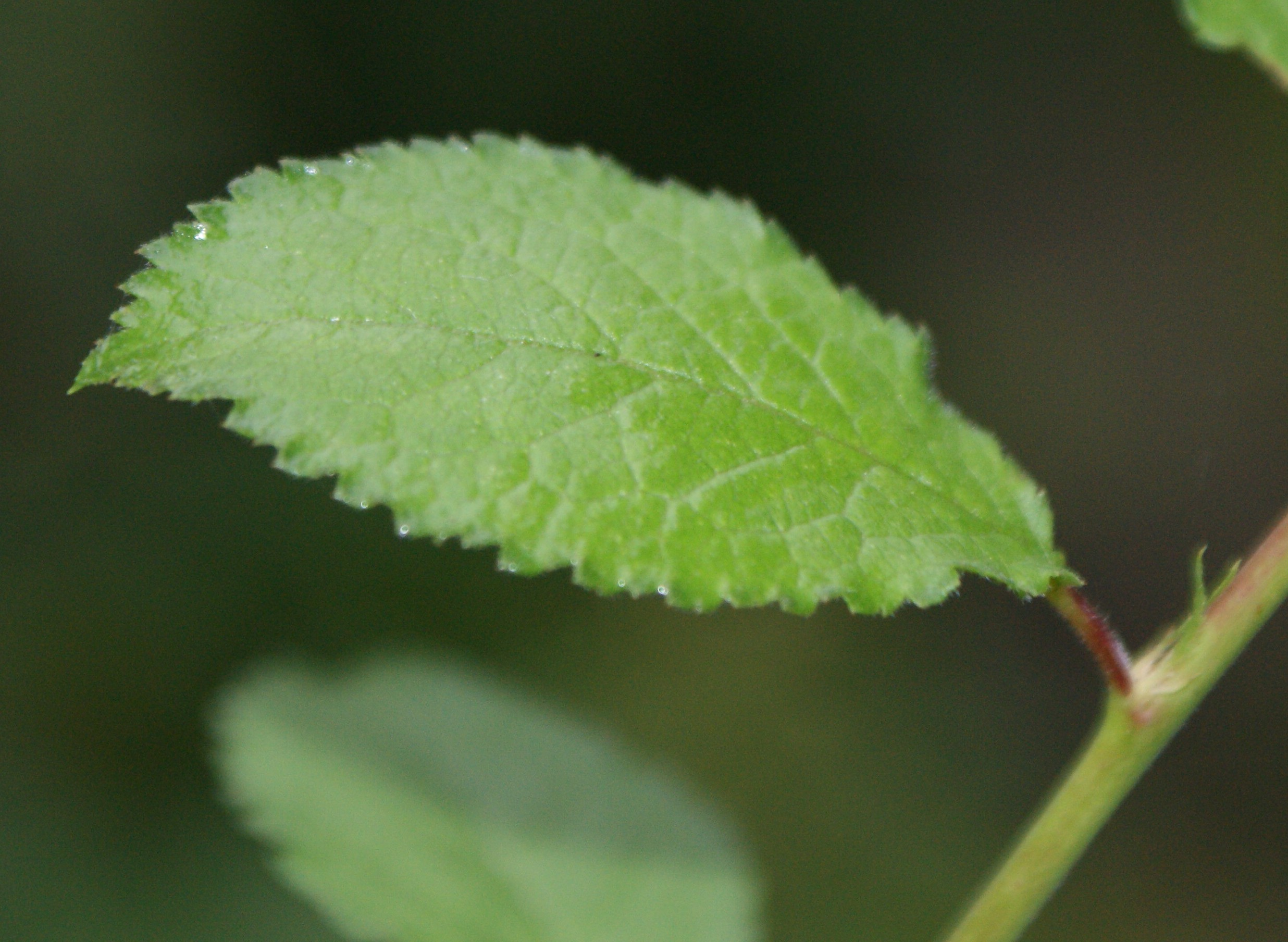
Liść z przylistkami

KorzenieRozrastają się daleko i płytko pod powierzchnią ziemi. Wyrastają z nich liczne odrosty korzeniowe.
LiścieOsadzone skrętolegle, wyrastają na ogonku o długości 0,7–1,5 cm (z wierzchu często czerwono zabarwionym), u nasady którego znajdują się wąskie, owłosione przylistki z gruczołowatymi ząbkami na brzegu o długości ok. 5 mm. Blaszka liściowa jest odwrotnie jajowata, eliptyczna lub lancetowata o długości od 1,5 do 6,5 cm (najczęściej od 2 do 4 cm) i szerokości od 1 do 2,8 cm. U nasady blaszka liściowa jest klinowato zwężona, na szczycie zaostrzona lub lekko stępiona, na brzegu piłkowana. Za młodu liście są obustronnie omszone, rozwinięte są z wierzchu nagie, matowe, pod spodem delikatnie omszone, głównie przy nerwach. Z wierzchu są ciemniej zielone, od spodu są bladozielone. Liście są bardzo zmienne, także w obrębie tej samej rośliny – różnią się między sobą liście rosnące na długo- i krótkopędkach oraz na cierniach.
KwiatyOsadzone są najczęściej pojedynczo, rzadziej po dwa, bardzo rzadko po trzy do pięciu. Większe skupienia tworzą zwłaszcza na końcach pędów. Wyrastają na krótkich, zwykle nagich szypułkach (do 5–8 mm długości). Kielich jest zwykle nagi, niekiedy owłosiony. Składa się z 5 trójkątnych, nie odgiętych i na brzegu orzęsionych działek o długości do 2,5 mm. Średnica korony wynosi od 1,2 cm do 1,8 cm. Pięć płasko rozpostartych, białych lub zielonkawobiałych płatków korony ma długość 6–8 mm. Ich kształt jest podługowato-jajowaty, a na końcu bywają płytko wcięte. U nasady zwężone w krótki paznokieć. Pręciki w liczbie ok. 20, na nierównych, białych nitkach, zakończone są żółtymi lub czerwonymi pylnikami. Słupek jest dolny i nagi. Wklęsłe dno kwiatowe wyścielone jest tkanką wydzielniczą miodnika.

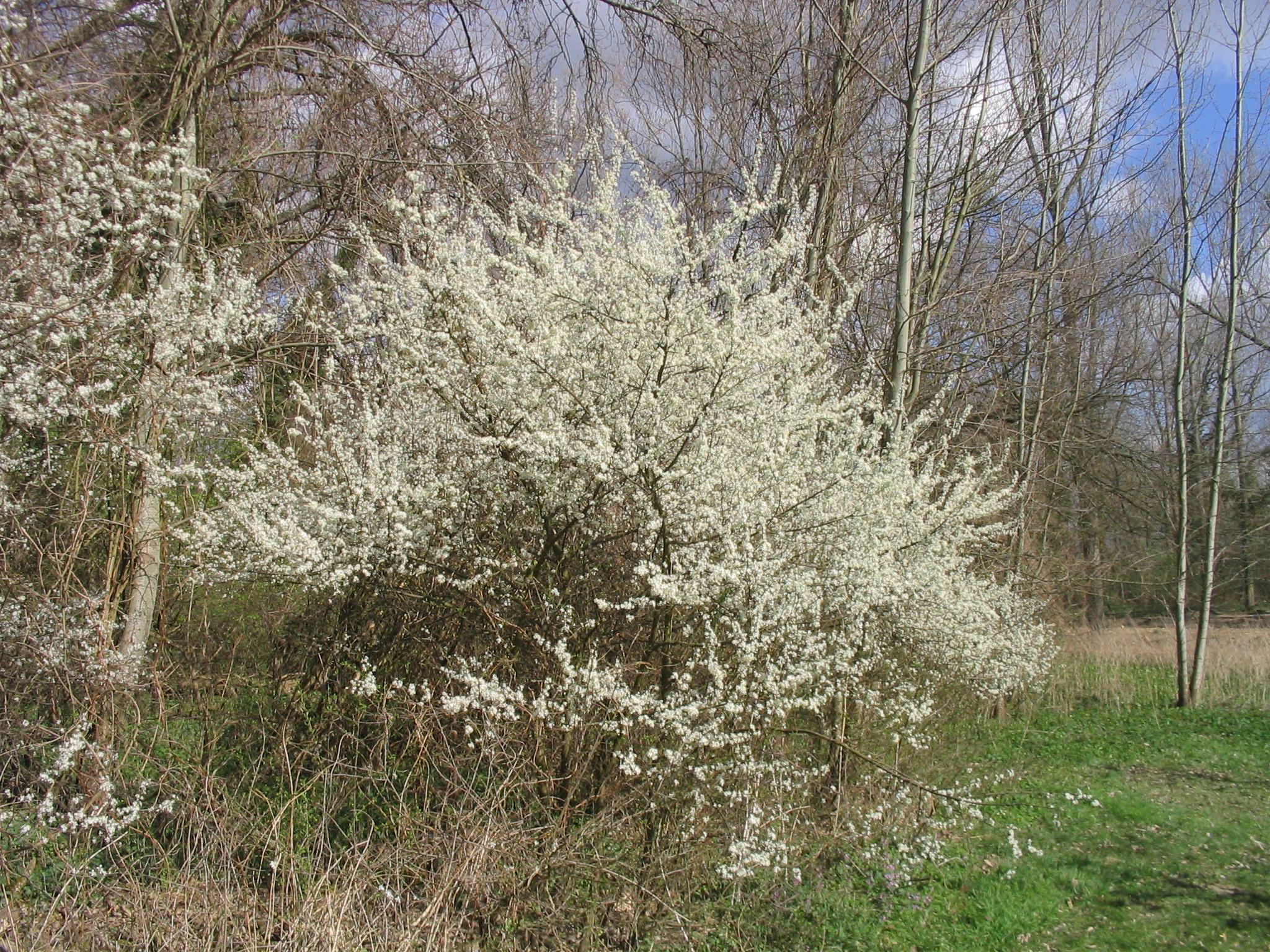
Pokrój krzewu podczas kwitnienia
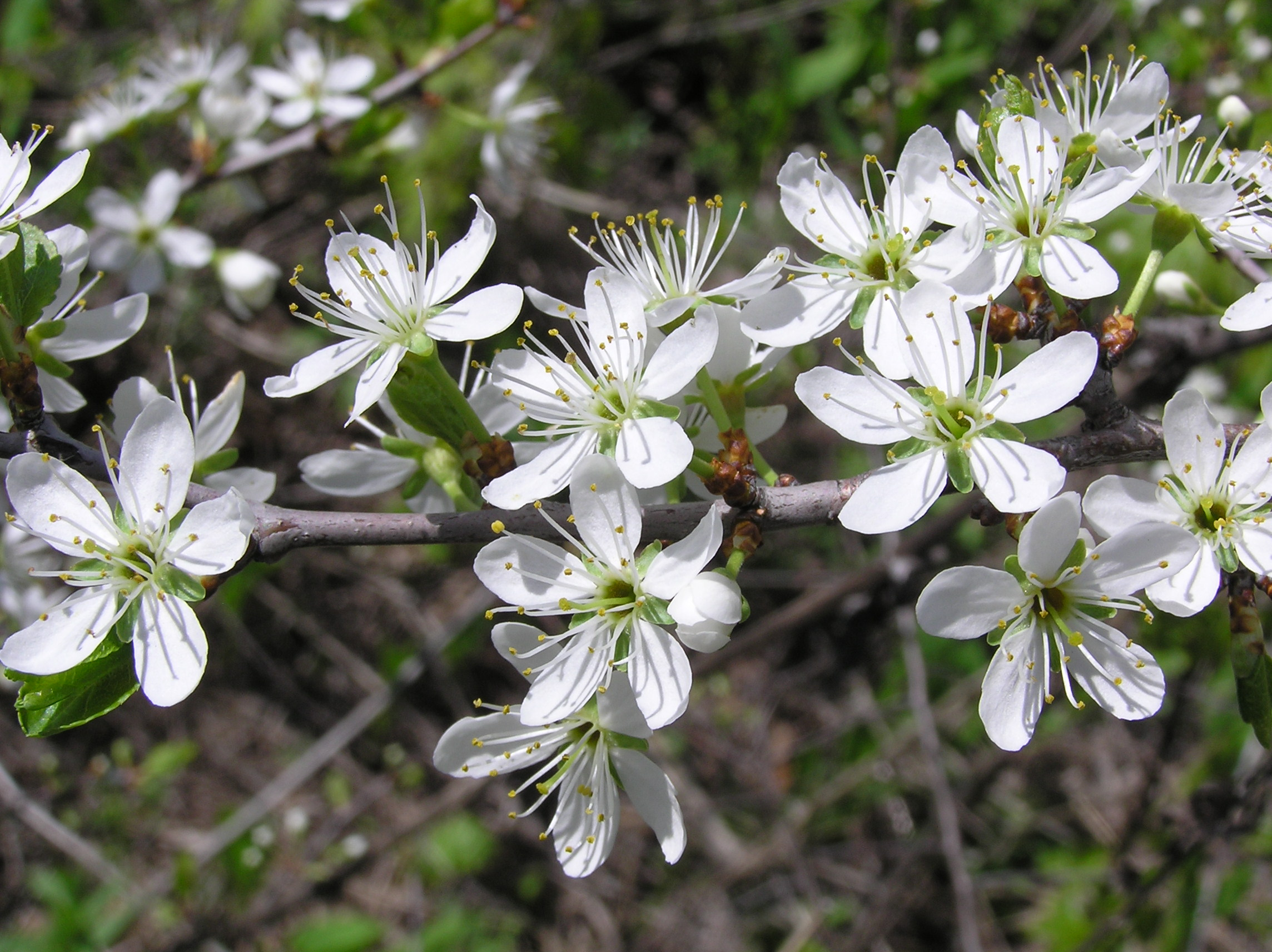
Kwiaty
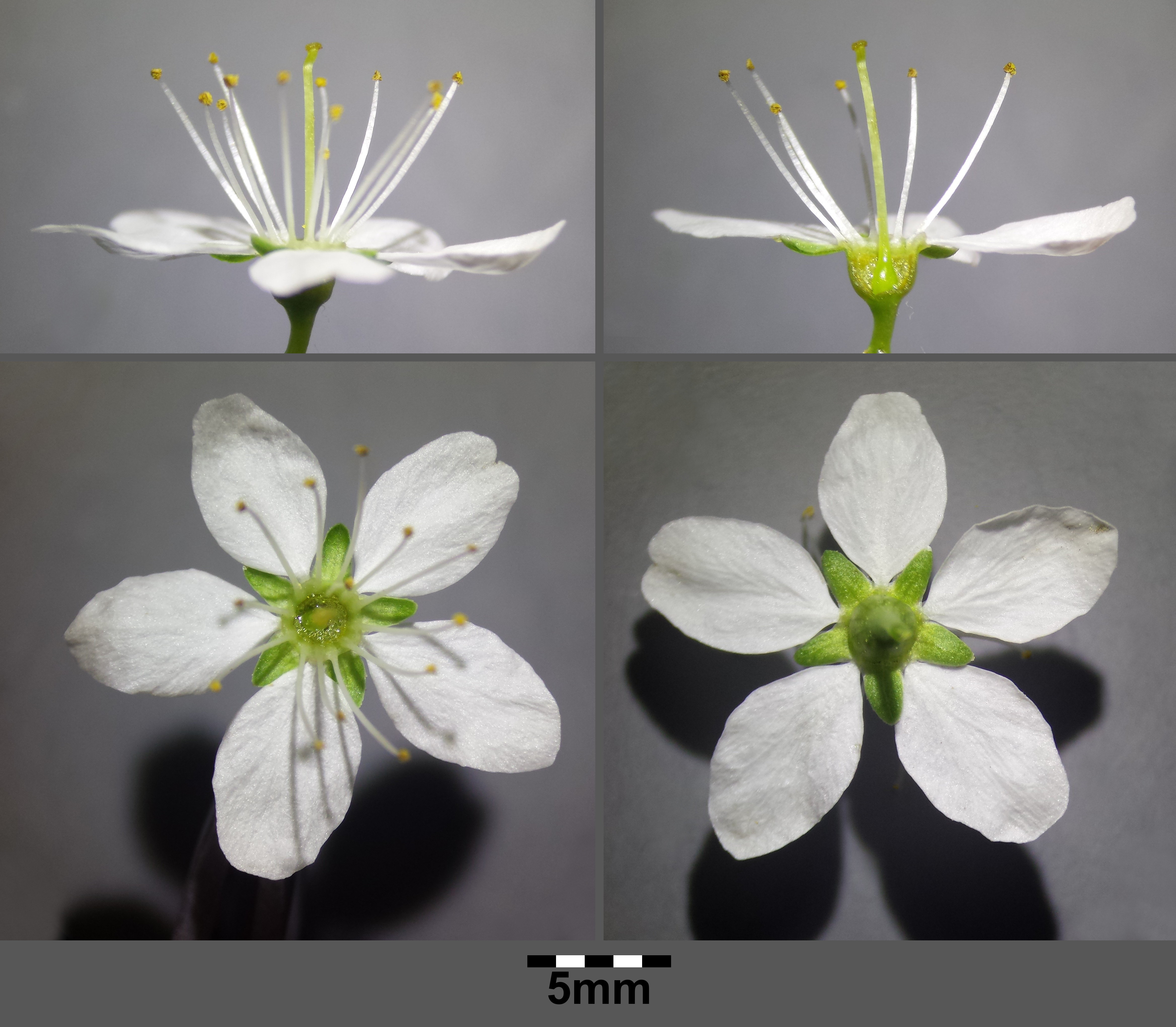
Kwiat
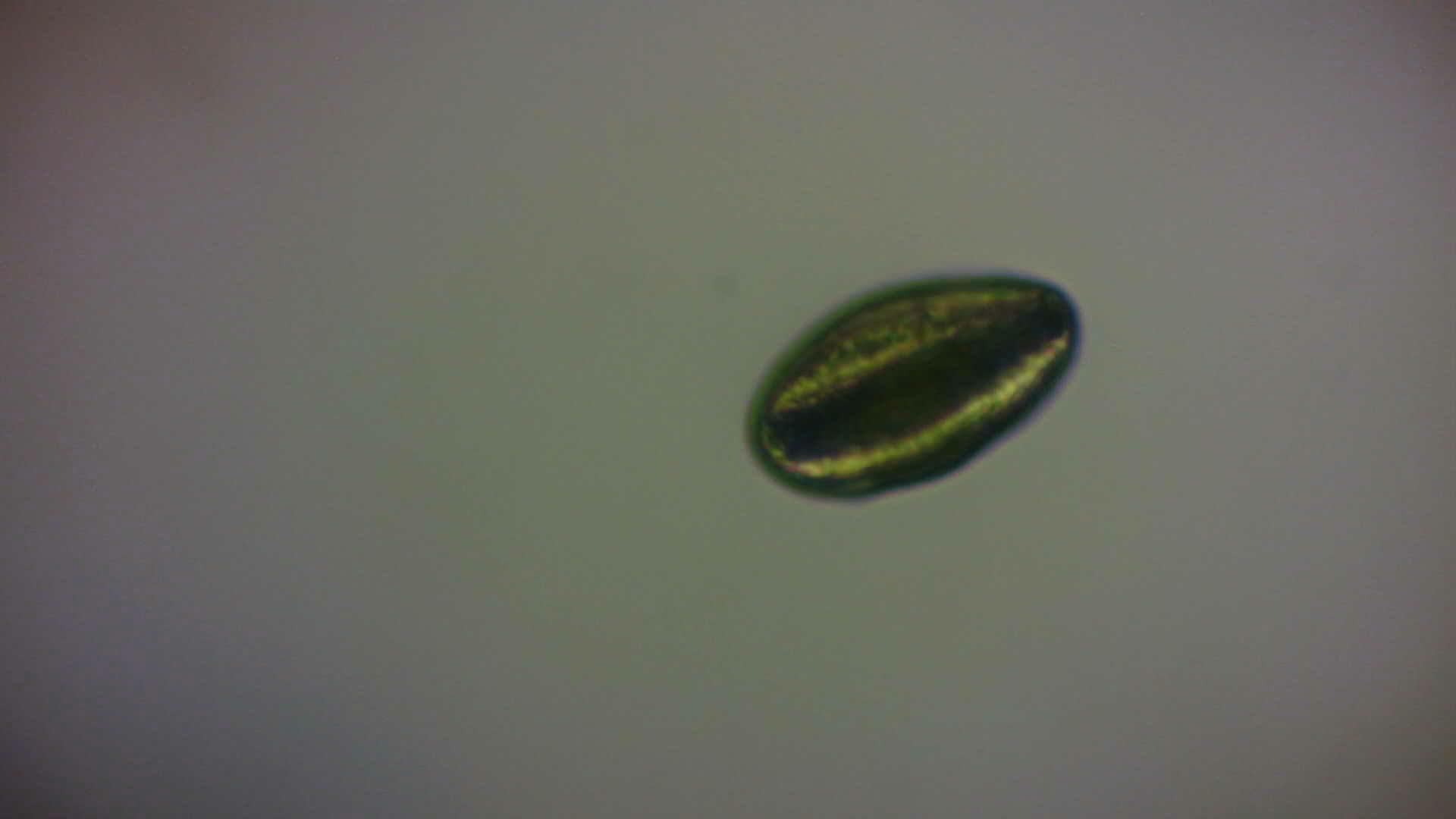
Pyłek śliwy tarniny

OwocePestkowce zwane tarkami osadzone są na wzniesionych, krótkich szypułkach. Mają kształt kulisty i średnicę od 1 do 1,5 cm (u podgatunków i mieszańców większe, do 3 cm). Owoce są barwy czarnosinej z niebieskawym nalotem. Wewnątrz miąższ przyrośnięty jest do pestki, ma barwę zieloną i smak cierpkogorzkawy. Pestka jest jajowata lub eliptyczna – osiąga ok. 1 cm długości, do 0,6–0,9 cm szerokości i 0,5 cm grubości. Pokryta jest brodawkami i podłużnymi żebrami. Masa 1000 pestek wynosi 250 g.

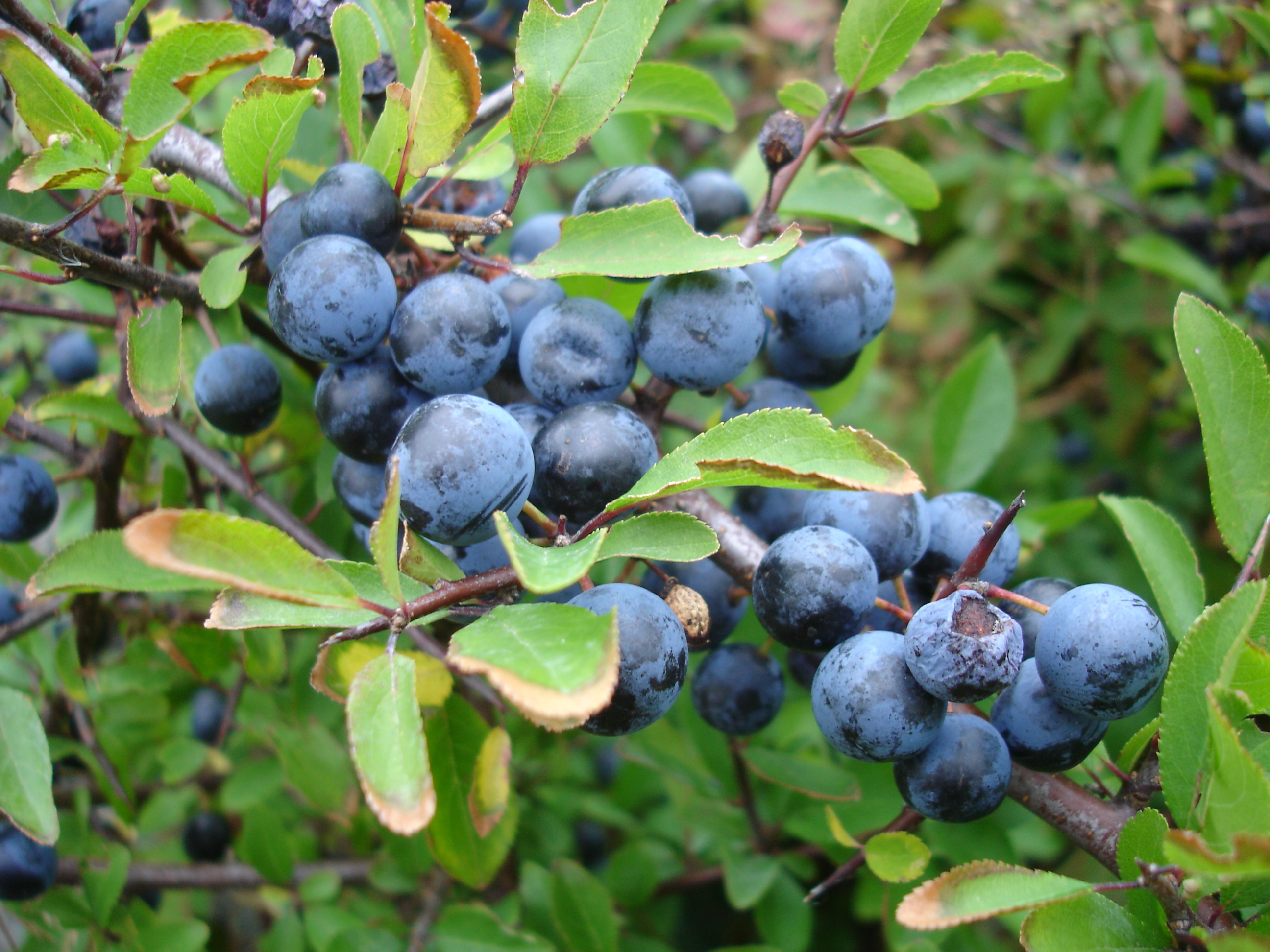
Owoce
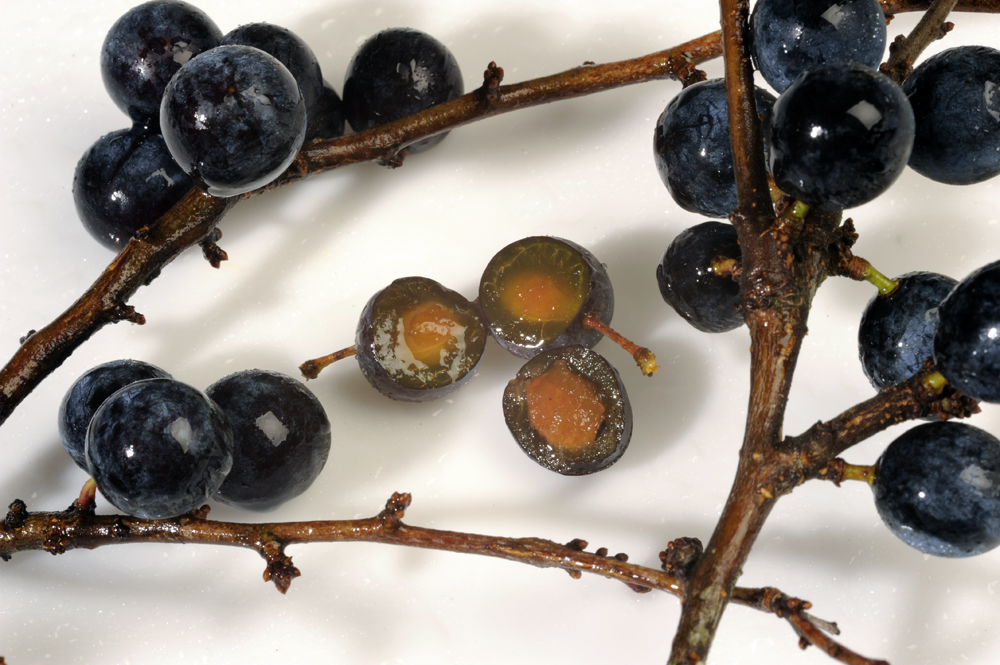
Owoce
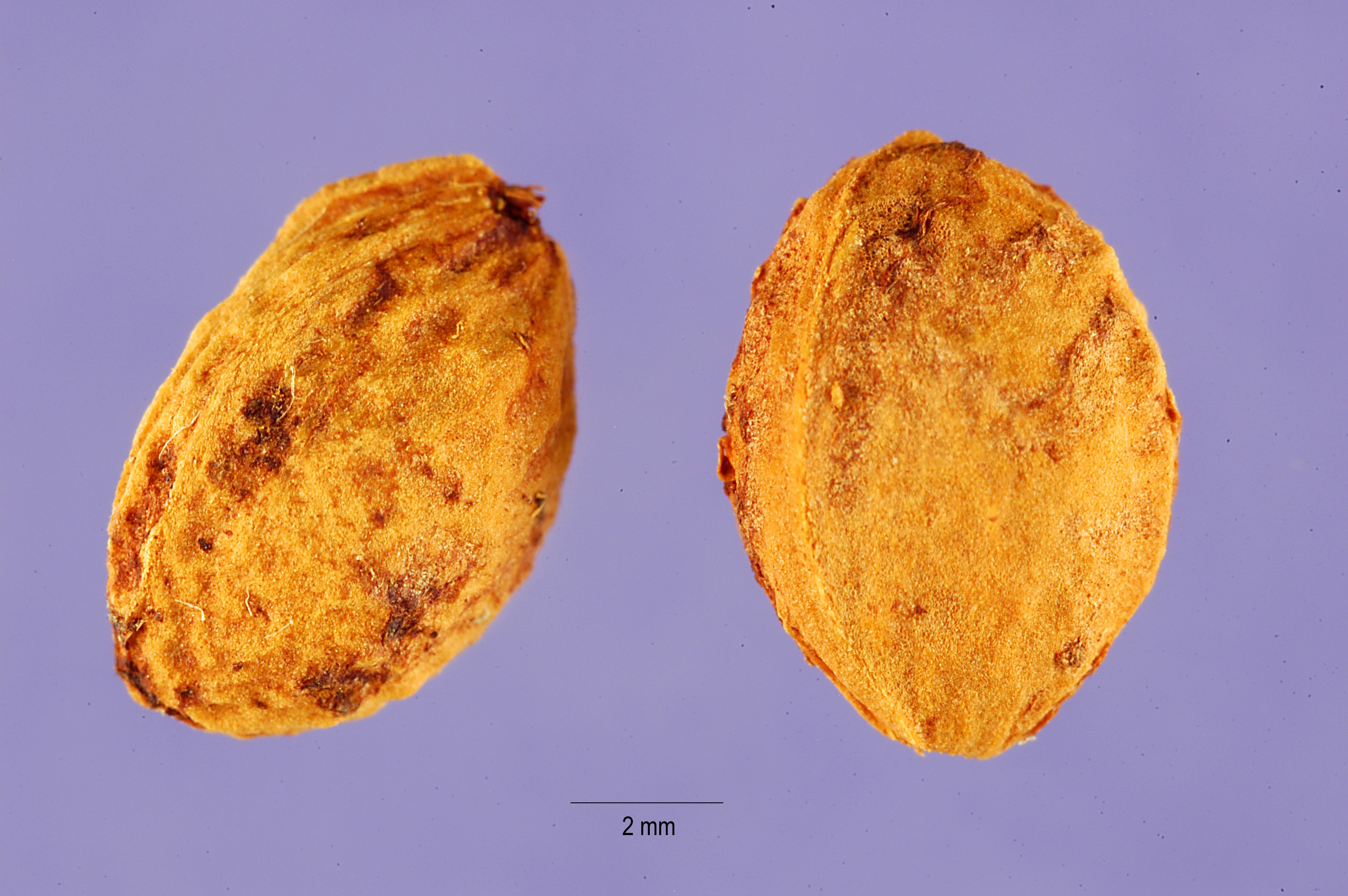
Pestki tarniny

## Biologia

### Rozwój

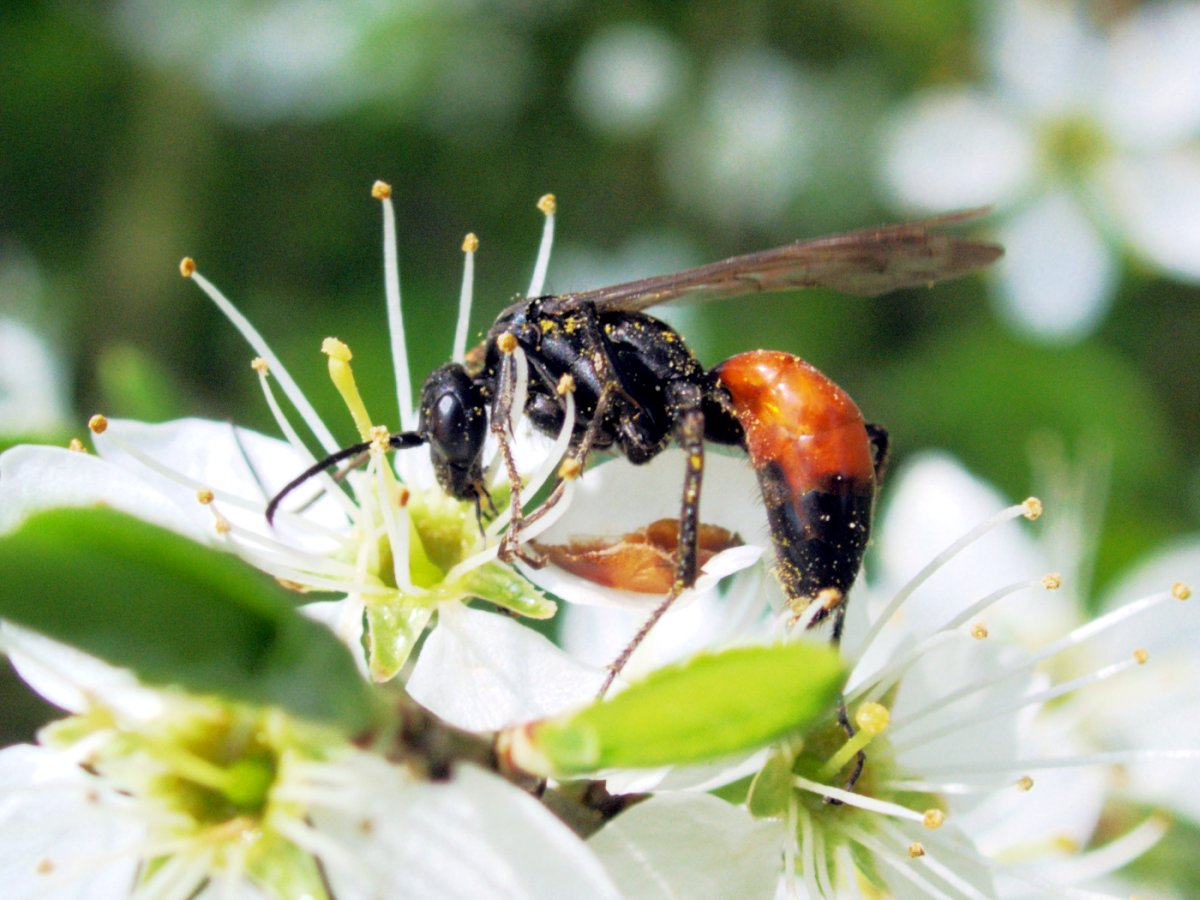
Kwiaty tarniny zapylane przez błonkówkę z rodzaju Priocnemis (nastecznikowate)

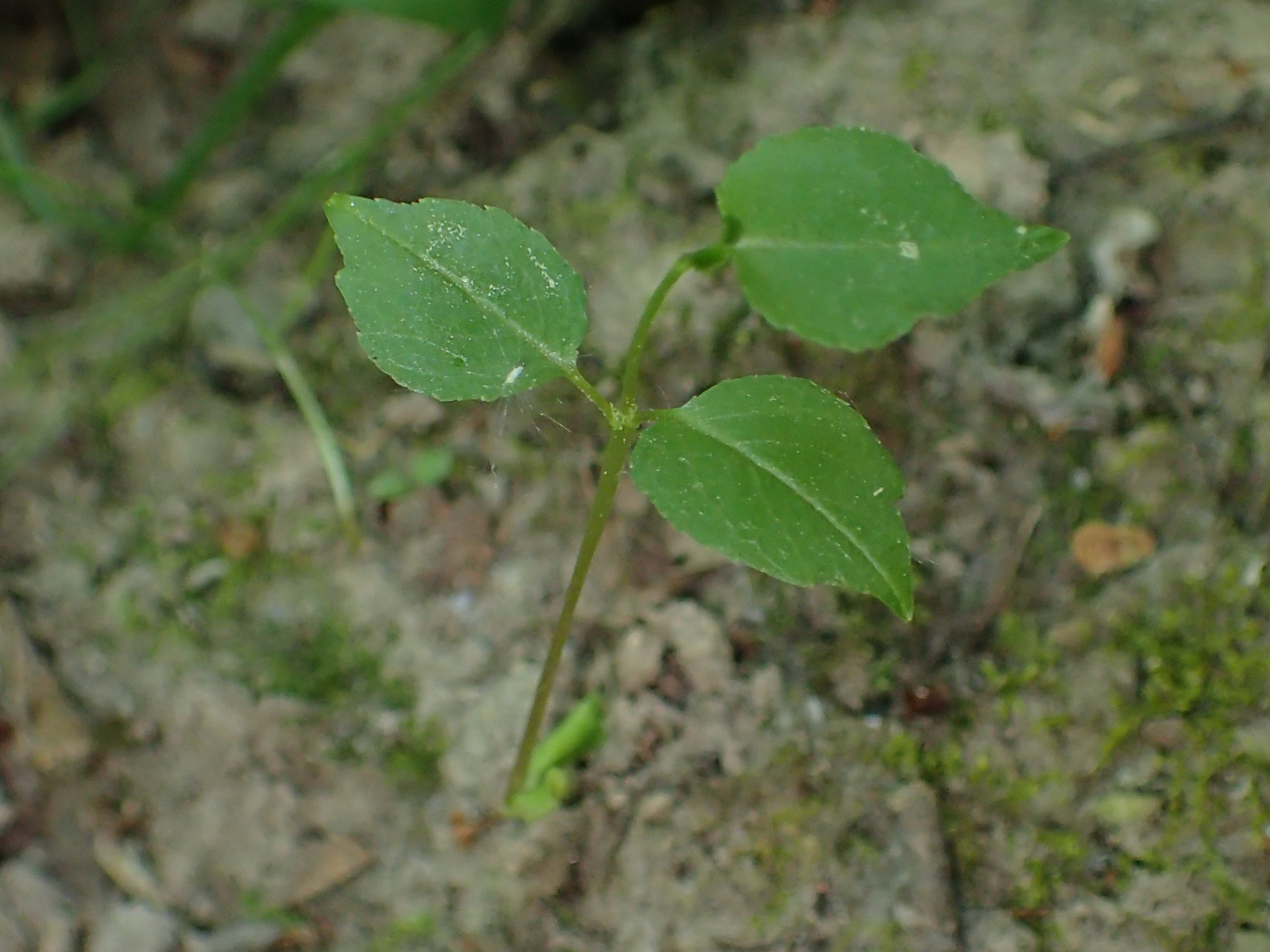
Siewka w dole z zamierającymi liścieniami i pierwszymi liśćmi właściwymi

Fanerofit. Kwitnie niezwykle obficie, ale krótko, w kwietniu i w maju (dalej na południu już w marcu), przed rozwojem liści. Kwiaty są wonne i wydzielają nektar. Wabione są różne owady zapylające, których udział w zapylaniu jest bardzo istotny (ograniczenie dostępności owadów do kwiatów znacząco wpływa na zawiązywanie owoców). Owoce dojrzewają w zależności od szerokości geograficznej od sierpnia do października (w Polsce we wrześniu) i długo utrzymują się na gałęziach.
Kiełkowanie następuje wiosną. Siewka ma białożółty korzeń pierwotny z nitkowatymi, długimi korzeniami bocznymi. Długość korzenia sięga do 4 cm, tyle co długość części podliścieniowej (hipokotylu), która jest zielonobiała i naga. Dwa liścienie są mięsiste, wypukłe od spodu, odwrotnie jajowate, osiągają 7–8 (11) mm długości i 4–5 mm szerokości. Wierzchołek jest zaokrąglony, a nasada zbiegająca w ogonek o długości 2–3 mm. Liścienie od góry są zielone, od dołu purpurowe lub bladozielone z purpurowymi plamkami. Część nadliścieniowa (epikotyl) osiąga do 6 cm długości, jest naga i zielona. Pierwsze liście właściwe są skrętoległe, osadzone są na krótkich ogonkach długości do 2 mm, a ich blaszka osiąga 2 cm długości i 1 cm szerokości. U ich nasady znajdują się wąskolancetowate przylistki długości do 3 mm. Liście są jajowate, u podstawy zaokrąglone lub słabo klinowate, na wierzchołku nagle zaostrzone. Brzeg blaszki jest drobno, ostro i nieregularnie piłkowany. Liście są z wierzchu ciemnozielone, matowe, od spodu jaśniejsze. Pierwsze liście są prawie nagie, włoski pojawiają się liczniej na 6 liściu i kolejnych.

### Cechy fitochemiczne
Owoce tarniny zawierają w świeżej masie 30,1% suchej masy (w samym miąższu znajduje się 83% wody), 8,7–9,3% węglowodanów (0,73% pektyn), 2,5–2,6% kwasów organicznych, 2,4% błonnika, 1,5% białek, 1,0–1,3% soli mineralnych, poza tym flawonoidy (antocyjany i kemferol), garbniki (1,7%) i sterole, a także wyrażane w mg na 100 g: 32 wapnia, 25 fosforu, 1,9 żelaza. Zawartość witaminy C wynosi ok. 12–19 mg%. Wartość kaloryczna 100 g wynosi 54 kcal. Ze względu na znaczną zawartość kwasów i garbników owoce mają tak cierpki smak, że w stanie świeżym są w zasadzie niejadalne. W wyniku przemrożenia w owocach znacznie zmniejsza się udział wolnych kwasów i garbników, a glukoza ulega częściowo przekształceniu we fruktozę, dzięki czemu stają się słodsze. W pestkach zawarte są także znaczne ilości olejów roślinnych. Kora korzeni zawiera garbniki i olejek kamforowy, a kora na starszych pędach – taniny.
Właściwości trująceNasiona zawierają glikozydy cyjanogenne – amigdalinę, prunazynę i sambunigrynę. W niewielkich ilościach glikozydy obecne są też w kwiatach. W wyniku hydrolizy enzymatycznej powstaje z nich silnie toksyczny cyjanowodór (kwas pruski) oraz benzaldehyd o charakterystycznej, marcepanowej woni. Spośród występujących w uprawie w Europie Środkowej różnych śliw, właśnie tarnina cechuje się największą zawartością cyjanowodoru w pestkach, wynoszącą od 3 do 6%. Zachorowania z objawami zatrucia kwasem pruskim znane są w przypadku świń po zjedzeniu przez nie pestek. W przypadku spożycia przez człowieka cyjanowodoru dojść może do śmierci przy dawce wynoszącej 1 mg na 1 kg masy ciała. Dawka śmiertelna (LD50) podana doustnie dla myszy wynosi 3,7 mg/kg. Śmierć następuje w wyniku niedotlenienia na skutek porażenia ośrodka oddechowego i bloku enzymatycznego.

### Genetyka
Tarnina jest tetraploidem (2n=4x). Podstawowa haploidalna liczba chromosomów wynosi x=8, haploidalna liczba chromosomów n=16 (2n=32). Zróżnicowanie haplotypowe jest znacznie większe w południowej części zasięgu tarniny – co najwyraźniej wskazuje na ostoje tego gatunku podczas plejstocenu. Wysoki polimorfizm DNA chloroplastowego u tego gatunku znacznie utrudnia prowadzenie nad nim badań filogenetycznych.

## Ekologia

### Siedlisko
Tarnina jest rośliną niewybredną, rosnącą na prawie wszystkich glebach – piaszczystych, gliniastych i kamienistych. Porasta także sterty kamieni na obrzeżach pól. Preferuje gleby wapienne i jest ich gatunkiem wskaźnikowym. Tarnina jest bardzo odporna na suszę i mróz (występuje w 4 strefie mrozoodporności). Ma jedynie duże wymagania świetlne – rośnie optymalnie i obficie owocuje w miejscach silnie nasłonecznionych, utrzymuje się jednak także w półcieniu. W klasyfikacji zbiorowisk roślinnych Europy Środkowej gatunek charakterystyczny dla klasy (Cl.) Rhamno-Prunetea. Gdzie indziej rośnie w świetlistych lasach i zaroślach z udziałem dębów i klonu tatarskiego. Porasta brzegi lasów i tworzy śródpolne zarośla. Wkracza na porzucone pastwiska i grunty rolnicze jako gatunek pionierski. W obrębie osiedli, na przydrożach i skarpach rośnie jako gatunek synantropijny. W odpowiednich warunkach jest gatunkiem ekspansywnym, nierzadko tworząc rozległe, jednogatunkowe agregacje. Zarośla takie rozrastają się na siedliskach ciepłolubnych muraw i okrajków, powodując zagrożenie dla ich zachowania, także w rezerwatach roślinności stepowej i skalnej.
W przypadku przejścia ognia tarnina szybko regeneruje się za pomocą odrostów z organów podziemnych.

### Interakcje międzygatunkowe

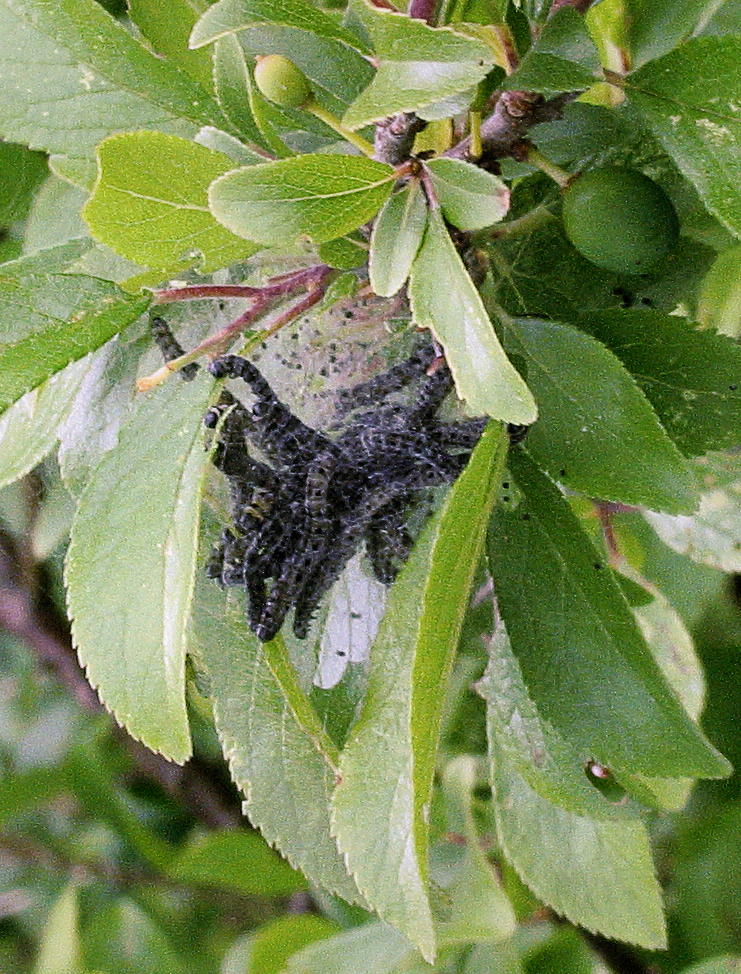
Gąsienice namiotnika owocowiaczka (namiotnikowate) na tarninie

Tarnina poza sytuacjami, gdy jest ekspansywna wobec wielogatunkowych muraw i okrajków ciepłolubnych, jest cenna dla środowiska, gdyż tworząc gęste zarośla (tzw. czyżnie), trudne do przebycia dla człowieka i większych zwierząt, stanowi dobre miejsce lęgowe dla ptaków i małych ssaków. Chętnie lęgnie się w tarninie m.in. gąsiorek, poza tym sikory i pokrzewki. Owoce odgrywają istotną rolę w wyżywieniu ptactwa, tym bardziej istotną, że są długo dostępne. Pożywia się nimi ok. 20 gatunków ptaków. Na cierniach tarniny dzierzbowate nierzadko zostawiają przekłute drobne zwierzęta lub owady tworząc w ten sposób swoiste spiżarnie. Roślina ta jest też ważnym gatunkiem żywicielskim lub siedliskiem dla długiej listy bezkręgowców i grzybów (gatunki powodujące istotne straty wartości użytkowej wymienione są dalej w sekcji „Choroby i szkodniki”). Na liściach tarniny żerują gąsienice aż 135 gatunków motyli, przy czym są one szczególnie ważne dla ogończyka śliwowca (Satyrium pruni) i pazika brzozowca (Thecla betulae), poza tym też kuprówki rudnicy (Euproctis chrysorrhoea) (brudnicowate), Noctua comes, N. janthina, Xestia triangulum (sówkowate), Peribatodes rhomboidaria (miernikowcowate). Na liściach żerują także larwy licznych gatunków błonkoskrzydłych i chrząszczy. Podczas kwitnienia kwiaty wabią m.in. padlinówkę cesarską (Lucilia caesar) (plujkowate), ciocha barwnego (Anaglyptus mysticus) (kózkowate), ok. 20 gatunków pszczół samotnic.

## Systematyka i zmienność
Śliwa tarnina jest jednym z 12 gatunków reprezentujących sekcję Prunus w podrodzaju Prunus w rodzaju śliwa (Prunus L.) z rodziny różowatych (Rosaceae). Najbliżej spokrewniona jest z takimi gatunkami śliw jak: Prunus cerasifera, P. cocomilia, P. curdica, P. insititia, P. salicina, P. ussuriensis oraz gatunkami mieszańcowymi z tej grupy: P. domestica i P. × gigantea. Powstała prawdopodobnie w wyniku poliploidyzacji diploidalnego taksonu będącego wspólnym przodkiem z P. cerasifera.
Gatunek jest zmienny pod względem morfologicznym. Spotykane są okazy istotnie różniące się: wysokością, rozmiarami liści, kwiatów i owoców, stopniem omszenia oraz ilością i grubością cierni. W przeszłości opisywano różne formy o swoistym zestawie cech, jednak zmienność w tym zakresie warunkowana jest najwyraźniej wpływem czynników zewnętrznych na poszczególne rośliny. Charakterystyczne dla miejsc eksponowanych na silne wiatry lub spasanych przez zwierzęta są formy karłowe, niemal płasko rosnące. Analizy biometryczne i genetyczne nie wykazują wyraźnych gradientów zmienności tarniny w układzie geograficznym. Tłumaczone jest to bardzo skutecznym rozsiewaniem nasion tego gatunku przez ssaki i ptaki, co zmniejsza zróżnicowanie genetyczne między populacjami.
Podgatunki wyróżniane w przeszłości i czasem w niektórych nowszych źródłach:
- subsp. spinosa – podgatunek nominatywny, szypułki nagie[51],
- subsp. megalocarpa Dom. – krzewy silnie cierniste, z większymi liśćmi i owocami niż u podgatunku typowego[7] (szypułki nagie, owoce ponad 15 mm średnicy, pestka ponad 10 mm długości[51]),
- subsp. ovoideoglobosa Dom. – krzewy słabo cierniste, owoce duże (ponad 15 mm średnicy) i kuliste, szypułki nagie, pestka ponad 11 mm długości[51][7],
- subsp. fechtneri Dom. – krzewy słabo cierniste, owoce mniejsze (do 15 mm średnicy) i jajowate, szypułki nagie[51][7],
- subsp. moravica Dom. – krzewy słabo cierniste lub zgoła bez cierni[7], owoce kuliste, szypułki nagie[51],
- subsp. dasyphylla Schur – uważana przez niektórych taksonomów za podgatunek lubaszki P. insititia subsp. dasyphylla (Schur) Holub[7], szypułki owłosione, pestka tylko trochę szorstka lub gładka, owoc o średnicy ok. 15 mm lub nieco mniejszy[51],
- subsp. cerasina Hrabět. – takson o cechach pośrednich między podgatunkiem typowym i subsp. dasyphylla, niekiedy utożsamiany z Prunus fruticans[7], szypułki owłosione, pestka często gładka, owoc kulisty, o średnicy większej niż 15 mm[51].

### Mieszańce
Gatunek tworzy trudne do oznaczenia mieszańce z lubaszką (Prunus domestica subsp. insititia) (=Prunus ×fruticans Weihe) i ałyczą (P. cerasifera) (=Prunus ×media Kov.), spotykane w naturze zwłaszcza w rejonie Kaukazu. Wśród tamtejszych lasów i zarośli okazy o cechach tarniny wyrastają w wielopniowe drzewka z owocami większymi, jajowatymi i jaśniejszymi. Uważa się, że także okazy o kwiatach w różnym stopniu różowo zabarwionych stanowić mogą mieszańce z ałyczą. W końcu sądzi się także, że heksaploidalna śliwa domowa (P. domestica) powstała właśnie w wyniku poliploidyzacji mieszańca między ałyczą i tarniną. W hodowli uzyskano także mieszańce m.in. z chińską wiśnią kosmatą (P. tomentosa) i renklodą (P. domestica subsp. italica).
Problemy taksonomiczne stwarza takson będący prawdopodobnie mieszańcem śliwy tarniny (P. spinosa) i lubaszki (Prunus domestica subsp. insititia) opisywany jako Prunus ×fruticans Weihe lub P. spinosa var. macrocarpa Wallr. (niektórzy autorzy kwestionują tego rodzaju pochodzenie tego taksonu). Prunus ×fruticans wyróżnia się na ogół większą wysokością od typowego P. spinosa (powyżej 3 m), mniej ciernistymi gałęziami, większymi i słodszymi owocami z pestką ostro zakończoną i z miąższem łatwiej oddzielającym się od pestki. W obrębie tego taksonu opisano dwa podgatunki: subsp. ligerina  (Lloyd) Domin z nagą szypułką i subsp. amelanchierflora (Paillot) Domin z szypułką omszoną. Według Flora Europaea takson ten ze względu na zmienność i wzajemne podobieństwo gatunków rodzicielskich, jest w zasadzie niemożliwy do oznaczenia na podstawie kryteriów morfologicznych.

### Odmiany uprawne
Wyróżnia się następujące kultywary:
- 'Purpurea' – liście purpurowe, kwiaty różowe,
- 'Plena' – kwiaty z podwójnym okółkiem płatków korony,
- 'Variegata' – liście biało żyłkowane.

Znana jest także odmiana 'Rosea' powstała jako mieszaniec tarniny i odmiany czarnej śliwy wiśniowej (P. cerasifera 'Nigra').

## Nazewnictwo
Rodzajowa nazwa naukowa Prunus to stosowane już w świecie antycznym (np. przez Pliniusza Starszego) określenie śliw. Nazwa gatunkowa spinosa oznacza „ciernista, kolczasta” i wywodzi się z łacińskiego słowa spina (=kolec, cierń).
Gatunek posiada w języku polskim liczne nazwy zwyczajowe – regionalne i dawne: ciarka, ciarki, cierniaki, ciernie, ciernie czarne, dzika śliwa, kopcipka (korcipka), ostręże, ostrzęże, śliwa dzika, śliwa tarka, śliwa tarń, tarka, tarki, tarn, tarń, tarnina, tarnka, tarnki, ternkowe drzewo, tarnośliw, tarnośliwa, tarnośliwka, tarnówka, żarnośliwa.

## Zastosowanie

### Roślina lecznicza
Surowiec zielarskiKwiat tarniny – Flos Pruni spinose; owoc tarniny – Fructus Pruni spinose.
ZbiórKwiaty zbiera się ostrożnie – natychmiast po zakwitnięciu i suche – są one bardzo delikatne, łatwo się gniotą i czernieją. Suszy się je w temperaturze ok. 35 °C lub na słońcu przy dużym przewiewie. Dobrze wysuszone powinny mieć barwę kremowo- lub szarawobiałą i delikatny zapach gorzkich migdałów. Z 5 kg świeżych kwiatów uzyskuje się 1 kg suszu. Owoce do celów leczniczych zbiera się w postaci dojrzałej, ale jeszcze twarde (w październiku i listopadzie). Podczas zbioru najwygodniej jest strząsać owoce na płachty rozłożone pod krzewami. Zebrane i oczyszczone owoce suszy się w stopniowo podnoszonej temperaturze, nie wyższej niż 60 °C. Po wysuszeniu są pomarszczone, prawie czarne, w smaku cierpkie i ściągające, kwaśne, bez zapachu. Dla uzyskania 1 kg suszu potrzeba 3,5 kg owoców.
DziałanieKwiatom przypisuje się następujące działanie lecznicze: słabo przeczyszczające, wykrztuśne, napotne i moczopędne, mają też zmniejszać przepuszczalność naczyń włosowatych. Działania te jednak nie zostały wystarczająco potwierdzone. Owoce działają lekko ściągające ze względu na zawartość garbników. Przypisuje się im także działanie łagodnie zapierające i przeciwzapalne. Używane są w postaci odwaru (1/2 łyżeczki suszonych owoców na 1 szklankę wody) przy schorzeniach żołądkowo-jelitowych, a także do płukania jamy ustnej i gardła przy stanach zapalnych. Przy stanach zapalnych stosuje się także napary i świeży sok z owoców. Kwiaty po wysuszeniu stosuje się także w postaci naparów. Zasadniczo trujące glikozydy cyjanowodorowe w bardzo niewielkich dawkach mają stymulować układ oddechowy, trawienie i poprawiać samopoczucie.
Substancjami aktywnymi są garbniki, flawonoidy i glikozydy cyjanogenne. Za działanie antyseptyczne, przeciwzapalne i przeciwbiegunkowe odpowiadają garbniki. Flawonoidy działają m.in. przeciwutleniająco, przeciwzapalnie i zmniejszają przepuszczalność ścian naczyń krwionośnych.
Działania niepożądane nie są znane.

### Roślina jadalna

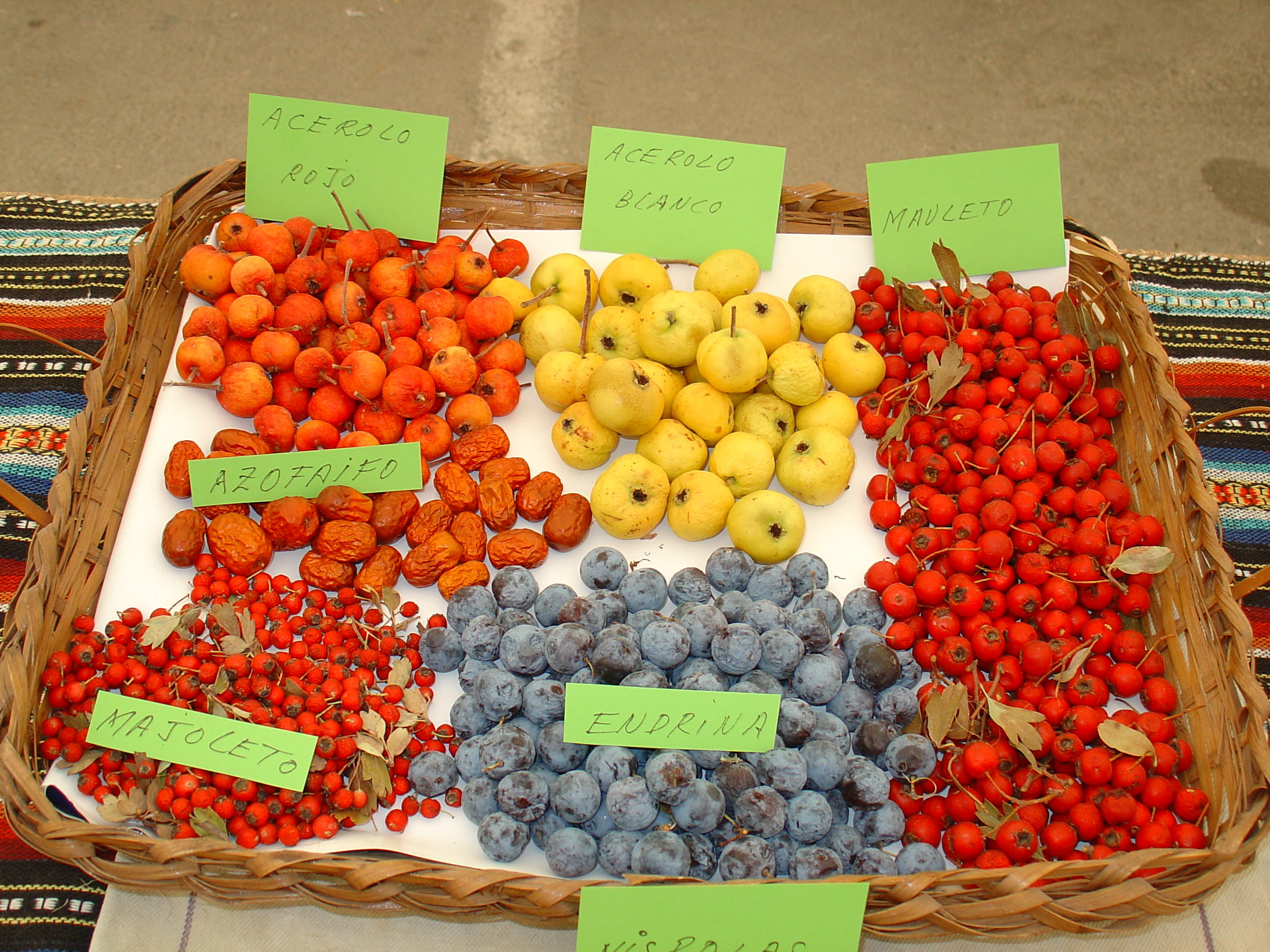
Owoce tarniny na ekspozycji (na dole, pośrodku) w hiszpańskiej Murcji

Miąższ owoców, mimo że cierpki w stanie świeżym, jest ceniony ze względu na walory odżywcze, aromat i smak. Do spożycia nadaje się po przemrożeniu – staje się wówczas bardziej słodki. Ze względu na toksyczny cyjanowodór nie należy spożywać pestek.
Sposoby przyrządzaniaOwoce do celów przetwórstwa spożywczego zbiera się w stanie dojrzałym od października (wówczas zawierają najbogatszy skład) do wczesnej zimy. Jeśli owoce zostaną przemrożone przed zbiorem, stają się miękkie i łatwo się psują, dlatego zebrane już po przymrozkach wymagają natychmiastowego przerobienia. Można z nich robić konfitury, kompoty, nalewki, wina owocowe, soki i syropy. Przetworom nadają delikatny aromat i pikantny smak.
Znaczenie w kuchniach świataOwoce tarniny odgrywały istotną rolę w gospodarce pierwotnych społeczeństw Europy, przed rozpowszechnieniem się upraw drzew pochodzących z innych części świata. Słodkie przetwory z owoców tarniny podawane były niegdyś jako dodatek do potraw. We Francji z niedojrzałych owoców robiono marynaty w occie, a z dojrzałych owoców – likier prunelle. W Niemczech owoce po tłoczeniu z wodą używane były do destylacji wysokoprocentowych alkoholi. W Rosji używane były zarówno do wyrobu wódek i innych alkoholi, jak i do sporządzania marynat w occie, konfitur, galaretek i soków. W Polsce tarki stosowane są głównie do wyrobu win, zarówno jako domieszka barwiąca, aromatyzująca i wzbogacająca w garbniki, jak i podstawowy surowiec. Poza tym owoców używa się do wyrobu wódek i nalewek (tarninówka), soków i syropów. W Wielkiej Brytanii z owoców sporządza się nalewkę sloe gin, a w Hiszpanii (Nawarra) wytwarza się na dużą skalę likier pacharán.

### Nasadzenia biotechniczne i krajobrazowe

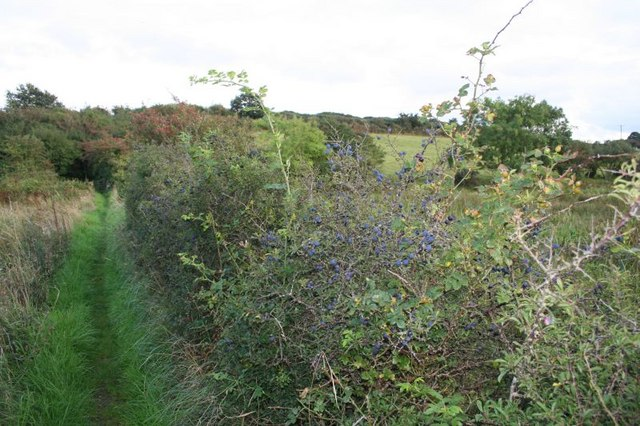
Żywopłot z tarniny

Gatunek może być stosowany w nasadzeniach o funkcji biotechnicznej, w szczególności w celu umocnienia skarp nasypów i wykopów oraz urwisk i wąwozów. Znosi też warunki nadmorskie i bywa stosowany do umacniania skarp na wybrzeżach. Chroni glebę przed erozją wodną i wietrzną. Na pastwiskach umożliwia wprowadzanie nasadzeń drzew chroniąc je przed zgryzaniem. Jest doskonałym gatunkiem na żywopłoty i do tworzenia zarośli sprzyjających bytowaniu ptaków oraz innych drobnych zwierząt. Tarnina uznawana jest za jeden z najcenniejszych gatunków do tworzenia zakrzaczeń oraz zadrzewień śródpolnych i przydrożnych ze względu na znaczenie ekologiczne, a przy tym za jeden z najbardziej niedocenianych i praktycznie nie rozmnażany w szkółkach.

### Inne zastosowania

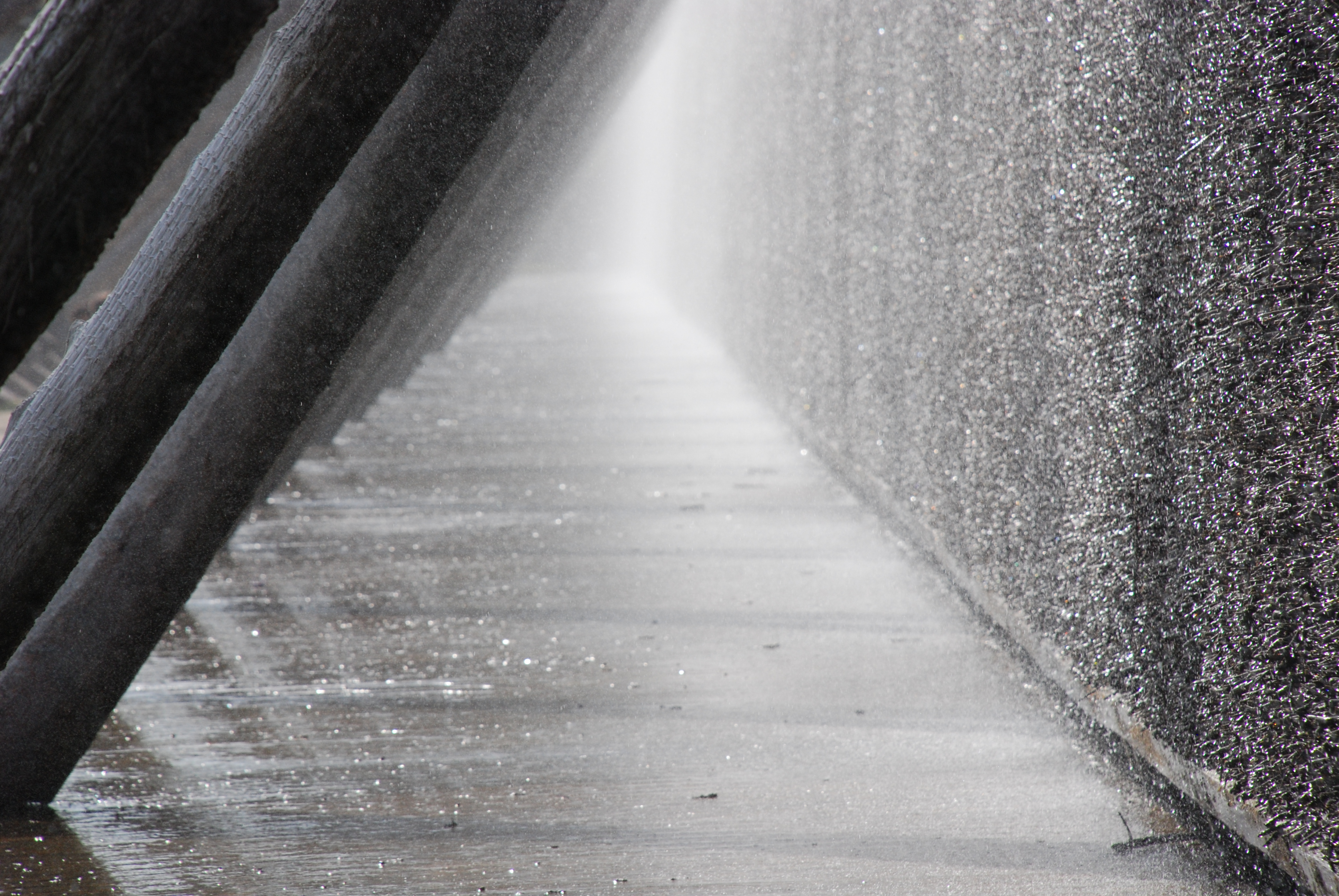
Po prawej ściana z tarniny w tężni, po której spływa solanka zmieniając się w aerozol

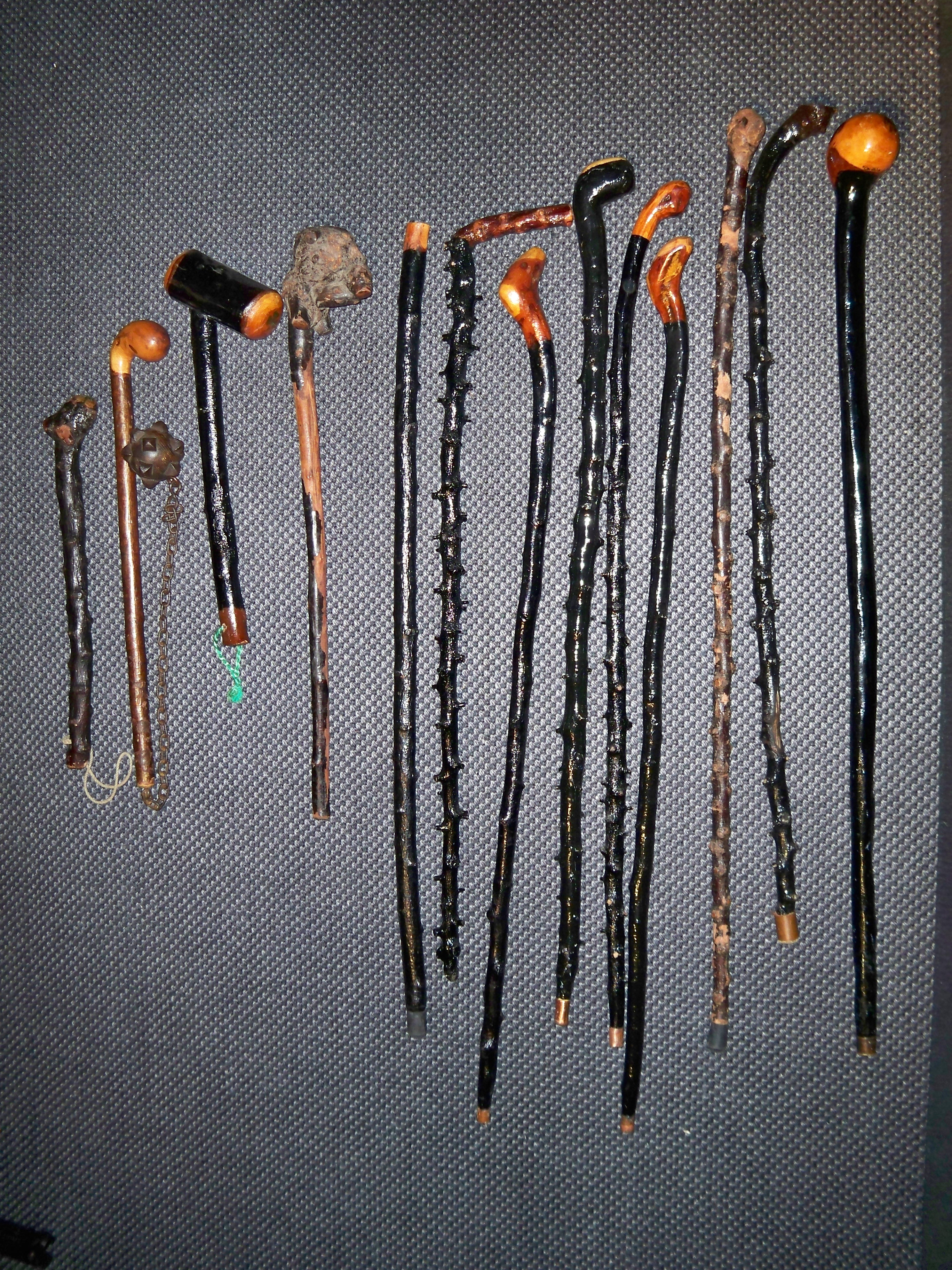
Tradycyjne laski irlandzkie shillelagh wyrabiane głównie z tarniny

- W ogrodnictwie tarnina wykorzystywana jest jako podkładka oraz w hodowli roślin do tworzenia odpornych ras uprawnych śliw poprzez krzyżowanie z nimi. Mniejsze znaczenie ma jako źródło owoców wykorzystywanych w przetwórstwie[13].
- Dawniej tarniną obsadzano granice posiadłości dla oznaczenia własności gruntu[67]. Fakt ten wpłynął na nazewnictwo miejscowości w Polsce, które swoje nazwy wywodzą od tej rośliny; są to np.: Tarnów Opolski, Tarnowskie Góry[67] oraz liczne miejscowości o nazwie Tarnów.
- Ze względu na dużą twardość drewna tarnina jest doskonałym materiałem do produkcji lasek[13]. Drewno poddawano obróbce tokarskiej oraz sporządzano z niego zęby grabi[32].
- Wiązki tarniny są podstawowym materiałem do budowy tężni solankowych, wypełniając konstrukcję drewnianą i służąc do tworzenia aerozolu z solanki[68].
- Suszone liście bywają używane jako substytut herbaty[53].
- Kora tarniny jest dobrym źródłem tanin[32].
- Tarnina jest rośliną miododajną – podczas obfitego kwitnienia dostarcza wielkich ilości pyłku i nektaru – wydajność miodowa wynosi ok. 25 kg z hektara[20].
- Sok z niedojrzałych owoców bywa używany do znaczenia tkanin, bowiem jest praktycznie nieusuwalny[32].
- Owoce, liście i kora są używane do barwienia tkanin[53]. Z liści uzyskuje się barwnik zielony, z owoców ciemnoszary do zielonego, a kora gotowana w środowisku zasadowym barwi na żółto[32].
- W średniowiecznych skryptoriach używano atramentu wytwarzanego m.in. z kory tarniny. Pędy tarniny były moczone i przegotowywane, następnie mieszane z winem i ponownie gotowane. Atrament ten wyparty został przez inne, ponieważ okazał się nie dość odporny na działanie światła[69].
- W kosmetyce miąższ z owoców używany jest do sporządzania ściągających maseczek na twarz[32].
- Według Krzysztofa Kluka owoc wrzucony do beczki psującego się wina skutecznie je naprawia, a ser otulony korą tarniny ma dłuższą trwałość[70].

## Uprawa
Gatunek wprowadzany bywa do nasadzeń biotechnicznych, rzadko jako roślina ozdobna lub jadalna. Nawet jednak tam, gdzie bywa sadzony dla owoców (niektóre rejony Rosji), głównym źródłem owoców pozostają zwykle populacje dziko rosnące.
WymaganiaTarnina udaje się na każdej glebie z wyjątkiem kwaśnej i stanowisk podmokłych. Najlepiej rośnie na podłożu dobrze przepuszczalnym i w miejscach słonecznych.
RozmnażaniePestki do siewu pozyskuje się z owoców przed ich pełnym dojrzeniem, a więc w końcu sierpnia i na początku września. Nasiona sieje się na głębokości 2–3 cm jesienią lub po zadołowaniu w listopadzie w piwnicy – wczesną wiosną. Wschody następują pierwszej wiosny. Bardzo wygodną i prostą metodą rozmnażania jest sadzenie odrostów korzeniowych.
PielęgnacjaKrzewy tarniny nie wymagają przycinania, chyba że chce się je uformować na podobieństwo niewielkiego drzewka, w czym pomaga podkrzesywanie. Kłopotliwe są liczne odrosty korzeniowe, które wymagają systematycznego usuwania (oczywiście zabieg jest zbędny jeśli celem uprawy jest uzyskanie gęstych i rozległych zarośli). W przypadku okazów uprawianych wskazane jest poza tym odchwaszczanie ich sąsiedztwa i zasilanie co kilka lat nawozem naturalnym – obornikiem lub kompostem.
ZwalczanieZe względu na łatwość z jaką tarnina tworzy odrosty korzeniowe oraz z pnia po jego ścięciu – jest to gatunek trudny do usunięcia. Jego zwalczanie jest prowadzone w celu ochrony bogatych florystycznie zbiorowisk nieleśnych, w szczególności muraw kserotermicznych, wobec których tarnina jest ekspansywna (wyjątkiem są północne krańce jej zasięgu). W celu skutecznego zwalczenia tego gatunku konieczne jest jego wycinanie w trakcie sezonu wegetacyjnego. Mniej skuteczna, ale bezpieczniejsza dla gatunków towarzyszących, zwłaszcza fauny, jest wycinka prowadzona w okresie jesienno-zimowym. Po usunięciu krzewów należy w kolejnych latach powierzchnie zajmowane przez zarośla spasać (zwłaszcza wiosną, gdy młode pędy są miękkie) lub kontynuować usuwanie odrostów. Podczas usuwania zarośli wskazane jest wykopywanie pni, o ile nie powoduje to zagrożenia dla innych gatunków. Podobnie w razie konieczności stosować można pestycydy (arborycydy).
ZasobyTzw. zapas praktyczny owoców w skali Polski przy średnim urodzaju kalkulowany był w 1965 roku na 3,3 tys. ton. W latach 50. XX wieku w Polsce zbierano ok. 1 tys. ton owoców tarniny średnio rocznie, później wielkości zbiorów malały (do nieco ponad 800 ton w latach 60., 400 ton w latach 70. i 100 ton w latach 80. XX wieku).

## Choroby i szkodniki

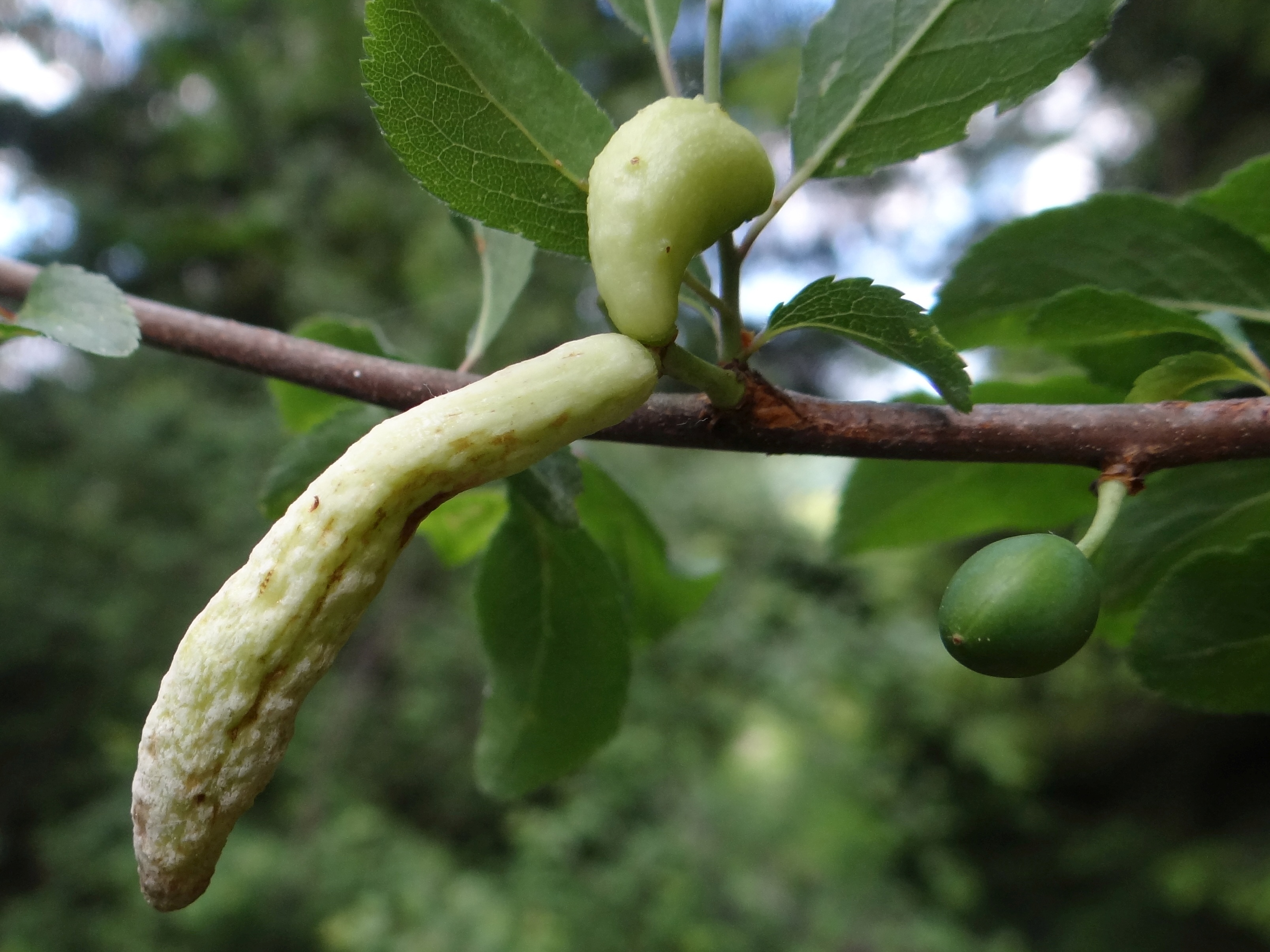
Zniekształcone owoce porażone przez torbiel śliwy

Tarnina narażona jest na takie szkodniki śliw jak owocówka śliwkóweczka (Cydia funebrana) (zwójkowate), pordzewiacz śliwowy (Aculus fockeui) (szpeciele), owocnica żółtoroga (Hoplocampa minuta) i jasna (H. flava) (błonkoskrzydłe). W razie potrzeby zwalczane są one chemicznymi środkami ochrony roślin.
Szkody powodują patogeny grzybowe wywołujące takie choroby jak: brunatna zgnilizna drzew pestkowych (niszczy kwiaty i pędy), liście chorują na dziurkowatość liści drzew pestkowych, drobną plamistość liści drzew pestkowych oraz czerwoną plamistość śliwy. Degenerację owoców powoduje torbiel śliwy (Taphrina pruni). O ile w przypadku chorób grzybowych stosuje się odpowiednie środki chemiczne, o tyle w przypadku chorób wirusowych konieczne jest wycinanie porażonych roślin i ich palenie. Z chorób tego rodzaju tarnina atakowana jest przez mozaikę wstęgową oraz ospowatość śliwy (szarkę).
Problematycznym zagadnieniem jest znaczenie tarniny w rozprzestrzenianiu chorób wirusowych porażających śliwy uprawiane w sadach.

## Obecność w kulturze i wierzeniach

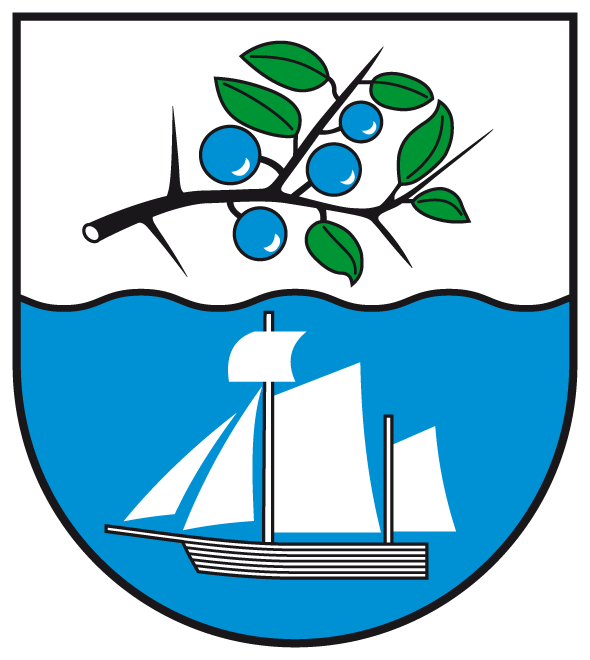
Tarnina w herbie niemieckiej gminy Dranske

Ze względu na rozpowszechnienie, tworzenie silnie ciernistych zarośli, efektowne kwitnienie i charakterystyczne cierpkie owoce, tarnina jest krzewem rozpoznawalnym i odgrywającym znaczną rolę w kulturze ludowej. Ze względu na swą charakterystykę rzadko kojarzona jest korzystnie, choć w mitologii celtyckiej była rośliną świętą.
W kulturze słowiańskiej cierniste krzewy sadzono na grobach samobójców, by powstrzymać ich od straszenia żywych oraz palono w nich wiedźmy. Kołkami z tarniny zabijano stworzenia uważane za wcielenia złego (zmor), w tym też nietoperze.
Ze względu na przypisywanie tarninie tego, że posłużyła do zrobienia korony cierniowej dla Jezusa Chrystusa, w kulturze chrześcijańskiej wiązana była z szatanem. W czasie polowań na czarownice w Anglii była tępiona jako roślina obrzędowa wykorzystywana do czarów i używano jej do budowy stosów. Z drugiej strony podawana jest legenda z Poznania, według której Bóg obsypał tarninę niezliczoną ilością śnieżnobiałych kwiatów, by w ten sposób dowieść jej niewinności i zdjąć oskarżenia, że to z niej wykonano koronę cierniową.
U Bułgarów do XIX wieku żywy był przesąd, że owoc tarniny, ewentualnie gałązka tarniny wzięta do ust podczas pogrzebu chroniła przed wypadaniem zębów.
Powiedzenie znane na obszarach wiejskich Tarnina kwitnie – będzie zimno wiąże się ze zbieganiem się terminu kwitnienia z okresowym ochłodzeniem następującym nieraz w maju.

## Zagrożenia dla zdrowia
Poza właściwościami trującymi pestek, opisanymi w sekcji "Cechy fitochemiczne", ciernie tarniny są przyczyną nierzadkich urazów. Długie (do 6 cm) i cienkie wbijają się w skórę i łamią, pozostawiając fragmenty wewnątrz ciała. W badaniach klinicznych stwierdzono, że nawet, gdy pacjenci twierdzili, że ciernie zostały usunięte, w tkankach znajdowano ich fragmenty powodujące powstawanie chronicznych stanów zapalnych, także zapaleń kaletki maziowej i pochewek ścięgna. Konieczne jest leczenie chirurgiczne i to wymagające otwarcia rany ze względu na nierzadką migrację fragmentów ciernia wewnątrz tkanek. Szczególnie trudne do zdiagnozowania są przypadki, gdy pacjenci z objawami bólowymi i zapalnymi nie pamiętają kontaktu z ciernistymi krzewami.